# Stralsund

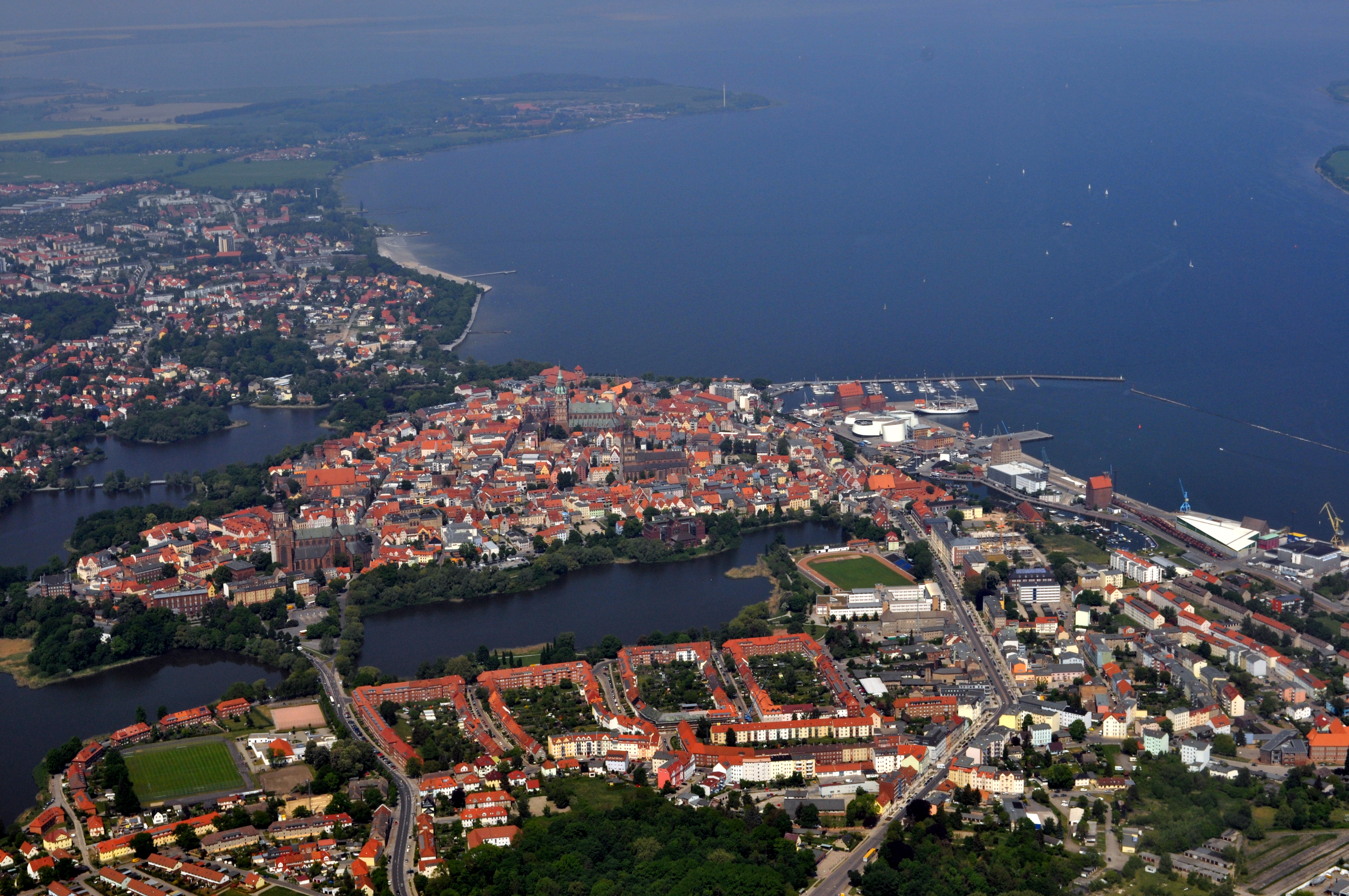
Luftbild mit Altstadtinsel am Strelasund (2011).

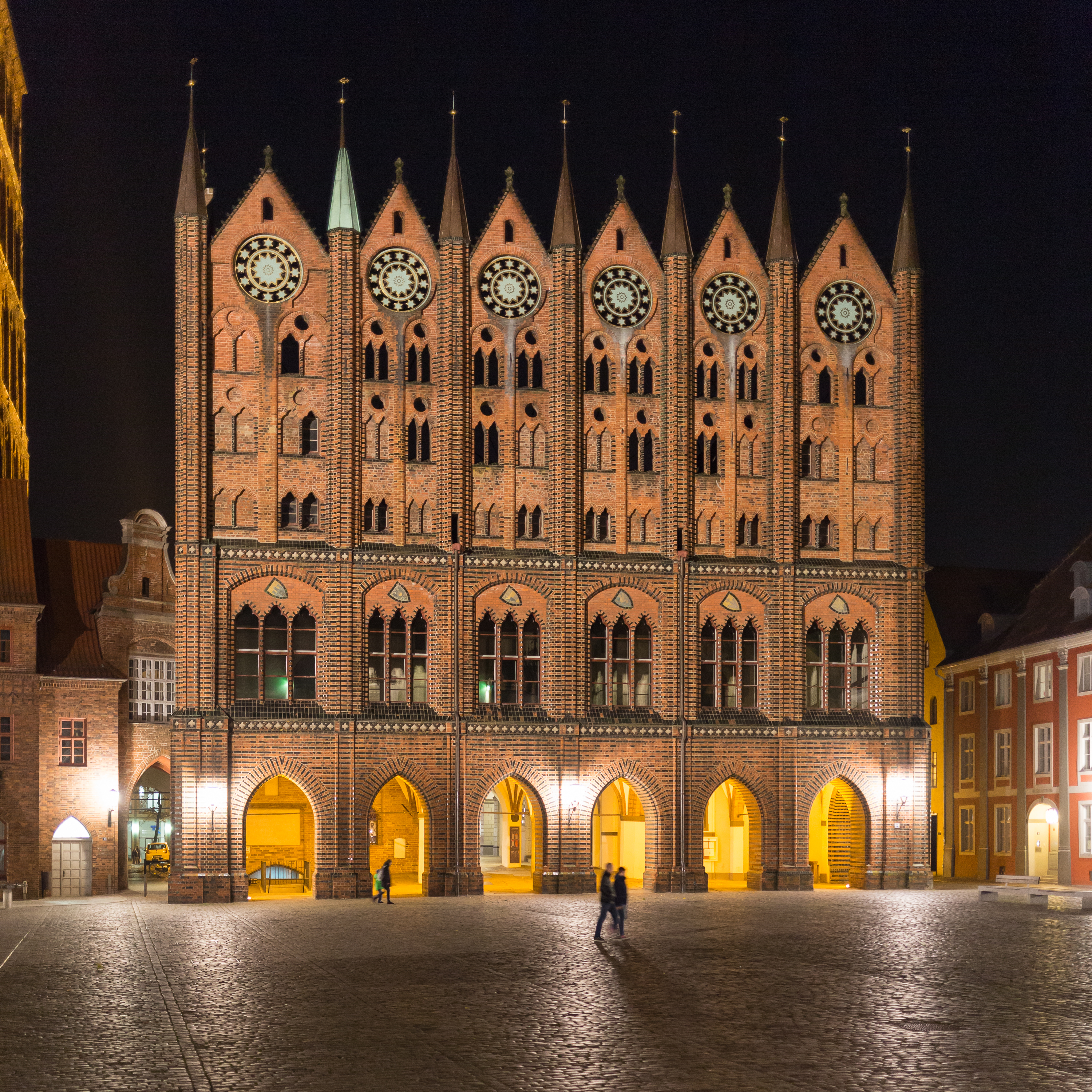
Das Rathaus am Alten Markt

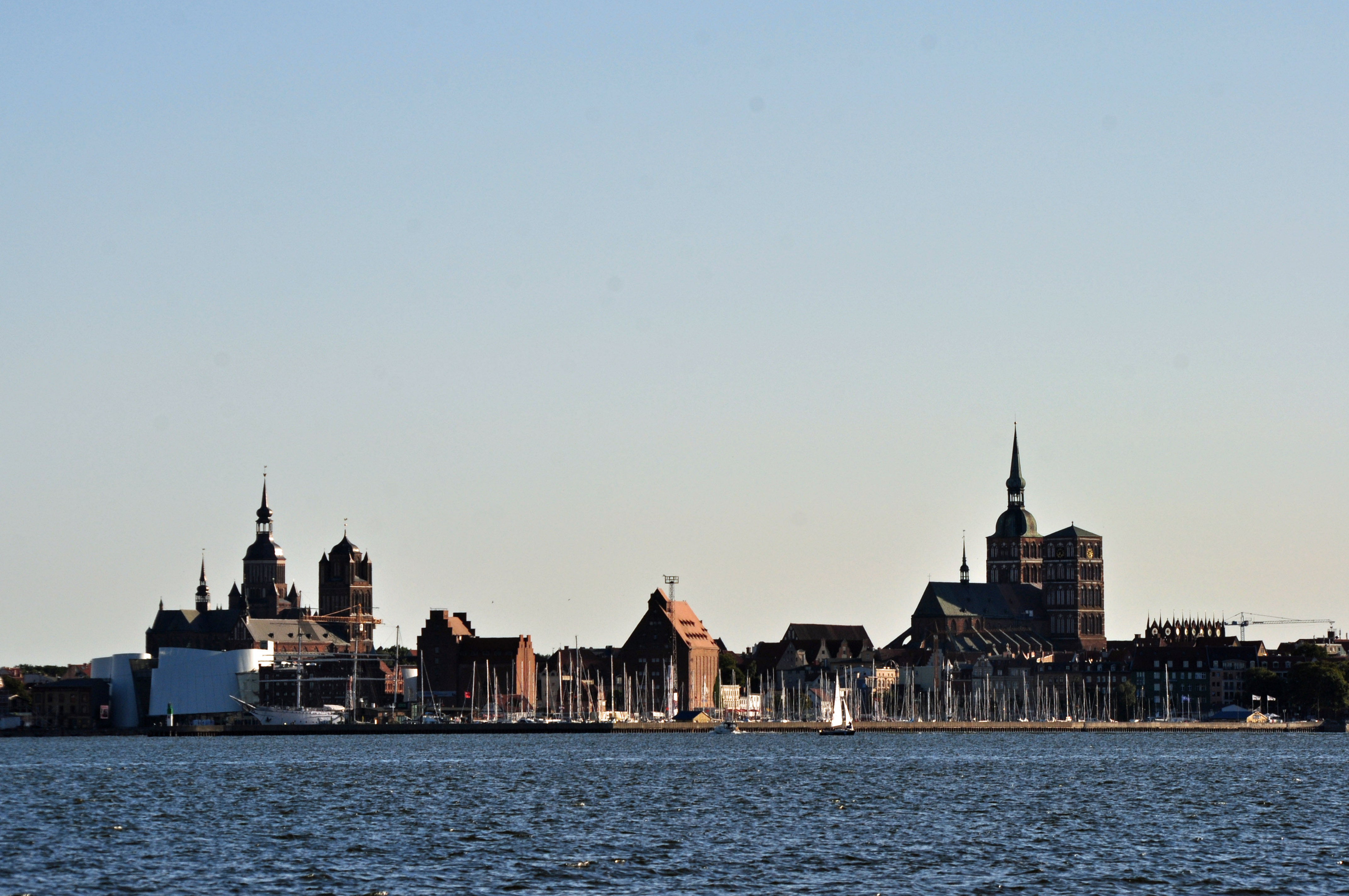
Stralsund von Altefähr aus gesehen (2013)

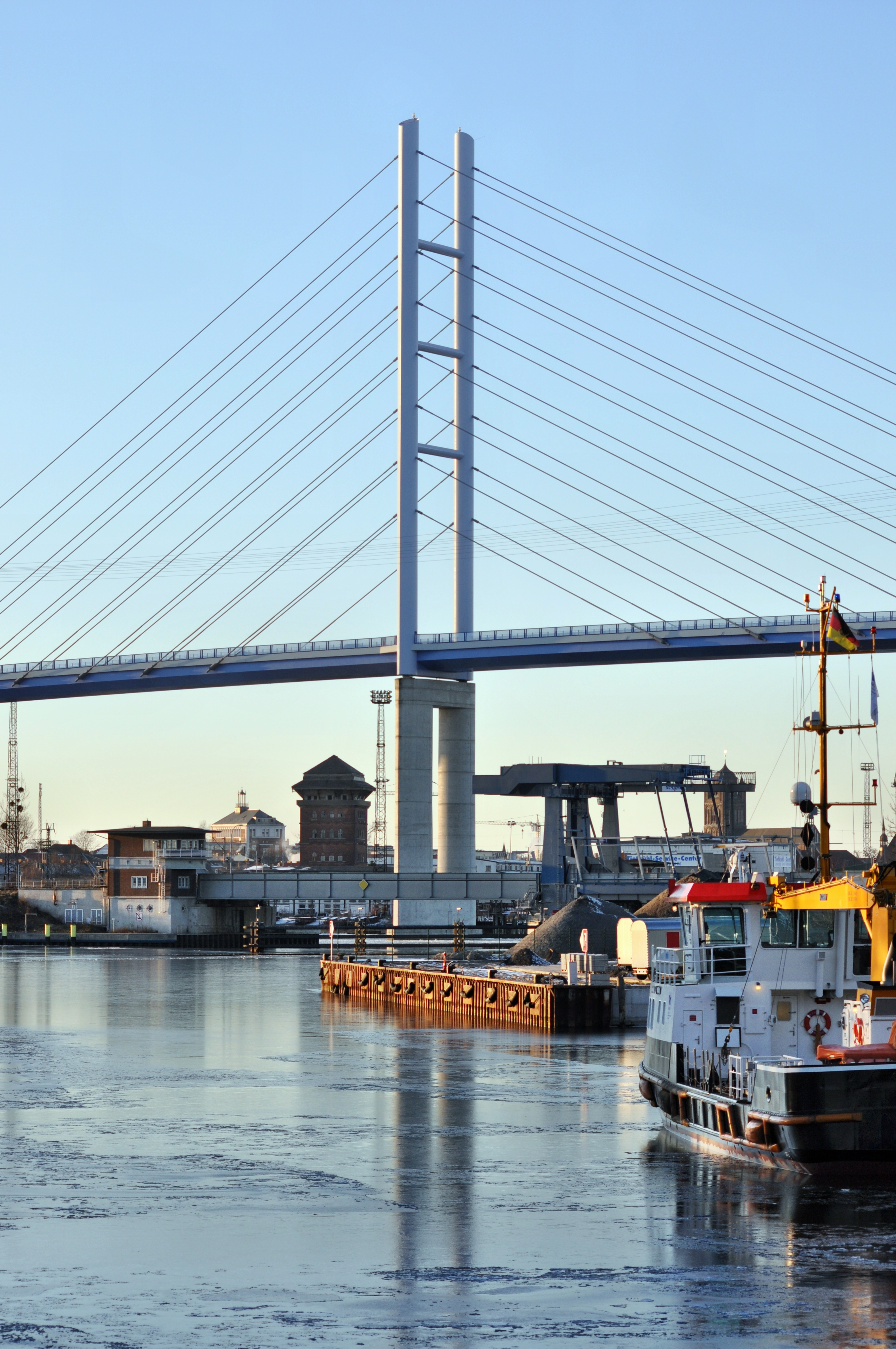
Rügenbrücke von Stralsund nach Rügen (Blick vom Dänholm)

Stralsund [ˈʃtʁaːlzʊnt] (seit 1990 amtlich Hansestadt Stralsund) ist eine Stadt im Nordosten Deutschlands. Sie gehört zum Landesteil Vorpommern des deutschen Landes Mecklenburg-Vorpommern und ist Kreisstadt des Landkreises Vorpommern-Rügen. Nach Landesrecht führt Stralsund die Bezeichnungen Hansestadt und Große kreisangehörige Stadt.
Stralsund erhielt 1234 das Lübische Stadtrecht. Damit ist sie die älteste Stadt Pommerns. Als Gründungsmitglied der Hanse kam Stralsund durch internationalen Handel zu beachtlichem Wohlstand. Die Altstadt mit ihren zahlreichen Baudenkmalen und besonders wertvollen Zeugnissen der Backsteingotik gehört seit 2002 mit dem Titel Altstädte von Stralsund und Wismar zum UNESCO-Weltkulturerbe. Stralsund ist als Erholungsort und bedeutendes touristisches Zentrum der südlichen Ostseeregion zudem bekannt für das Meeresmuseum, das Ozeaneum Stralsund, das Stralsund Museum und für Veranstaltungen wie die jährlichen Wallensteintage und den Rügenbrücken-Marathon. Wirtschaftlich dominiert der Tourismus. Weitere Wirtschaftszweige sind der Schiffs- und Maschinenbau, Dienstleistungsbetriebe, Logistik, die Gesundheitswirtschaft und Betriebe im Bereich der Informationstechnik und der Biomedizintechnik. Seit 1991 ist die Mittelstadt Sitz der Hochschule Stralsund, das benachbarte Parow beherbergt seit 1996 die Marinetechnikschule.
Stralsund wird wegen seiner Lage am Strelasund, einer Meerenge der Ostsee zwischen Festland und der Insel Rügen, als „Tor zur Insel Rügen“ bezeichnet.

## Geographie

### Raumordnung
Zusammen mit Greifswald bildet Stralsund eines der vier Oberzentren Mecklenburg-Vorpommerns. In den regionalen Entwicklungsprogrammen für das Land und im Planungsverband Vorpommern ist eine enge Zusammenarbeit Stralsunds mit seinem Umlandraum und Greifswald vorgesehen. Beide Hansestädte hatten zusammen rund 118.000 Einwohner, die dazwischen gelegenen Amtsbereiche Miltzow und Landhagen sowie Grimmen hatten zusammen rund 27.000 Einwohner (2018).
Die für die Stadtregion relevanten nächstgelegenen Ballungsräume sind die Regiopole Rostock sowie die Metropolregionen von Stettin im Osten, Berlin im Südosten, Hamburg im Westen und Kopenhagen-Malmö im Norden.

### Stadtgliederung
Das Gebiet von Stralsund ist in acht Stadtgebiete gegliedert, sieben dieser Stadtgebiete wiederum in Stadtteile.
Nach der Aufhebung des Festungscharakters der Altstadt von 1869 wurden die umliegenden Gegenden besiedelt.
1928 wurden die Orte Andershof, Devin, Grünhufe, Langendorf, Lüssow, Voigdehagen sowie ein Teil von Klein Kedingshagen in den Stadtkreis Stralsund eingegliedert.
Die Stadt besitzt zudem Ländereien in der näheren Umgebung sowie auf den Inseln Rügen, Hiddensee und Ummanz.

### Nachbargemeinden
Viele der vormals kleineren Dörfer im Umkreis, wie Parow, Prohn, Wendorf (OT Neu Lüdershagen) oder Negast, sind nach 1990 durch Zuzug von Stralsundern oder in Stralsund Arbeitenden stark gewachsen.
In der näheren Umgebung Stralsunds befinden sich zudem die Städte Barth, Grimmen und Ribnitz-Damgarten, die Stadt Greifswald liegt gut 30 km südöstlich von Stralsund.

### Landschaften, Erhebungen, Gewässer
Die Stadt liegt am Strelasund, einer Meerenge der Ostsee. Die geographische Nähe zur Insel Rügen brachte Stralsund die Bezeichnung Tor zur Insel Rügen ein. Es gibt sowohl einen Damm mit Brücke zur Verbindung zwischen der Stadt und der Insel – den Rügendamm über die Insel Dänholm nach Altefähr – als auch eine Brücke, die Rügenbrücke; beide Verbindungen bilden die einzigen festen Strelasundquerungen. Stralsund liegt nahe dem Nationalpark Vorpommersche Boddenlandschaft mit seiner großen Artenvielfalt.
Zum Stadtgebiet Stralsunds gehören ein Stadtwald und drei „Stadtteiche“ (Knieperteich, Frankenteich und Moorteich). Die drei Teiche und der Strelasund verleihen dem heute Altstadt genannten ursprünglichen Siedlungsgebiet und historischen Zentrum der Stadt eine geschützte Insellage.
Die höchste Erhebung der Stadt ist der Galgenberg am westlichen Ortseingang; an dieser Stelle steht seit 1912 die Klinikumskirche des Krankenhauses West.

## Geschichte

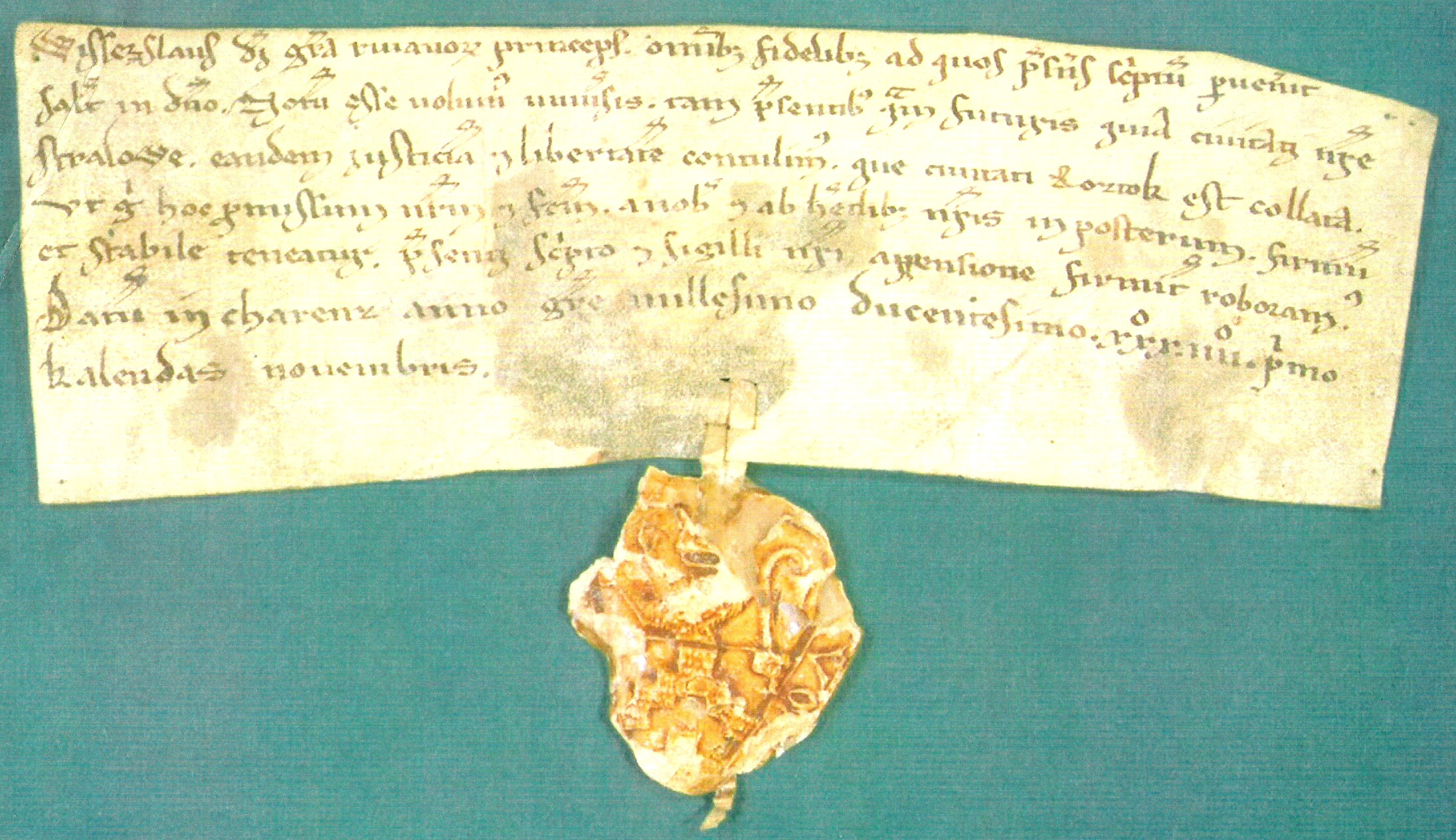
Gründungsurkunde von 1234

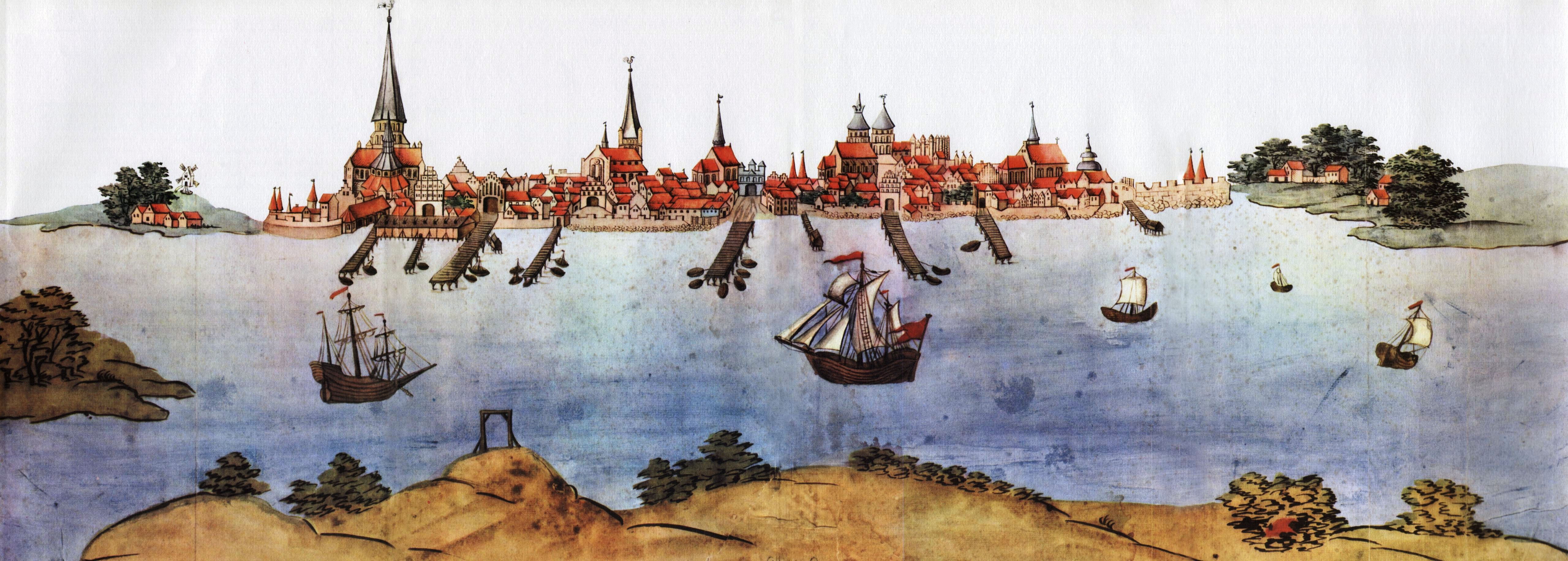
Stralsund von Norden in der Stralsunder Bilderhandschrift 1611/15

Stralsund: Belagerung im Dreißigjährigen Krieg

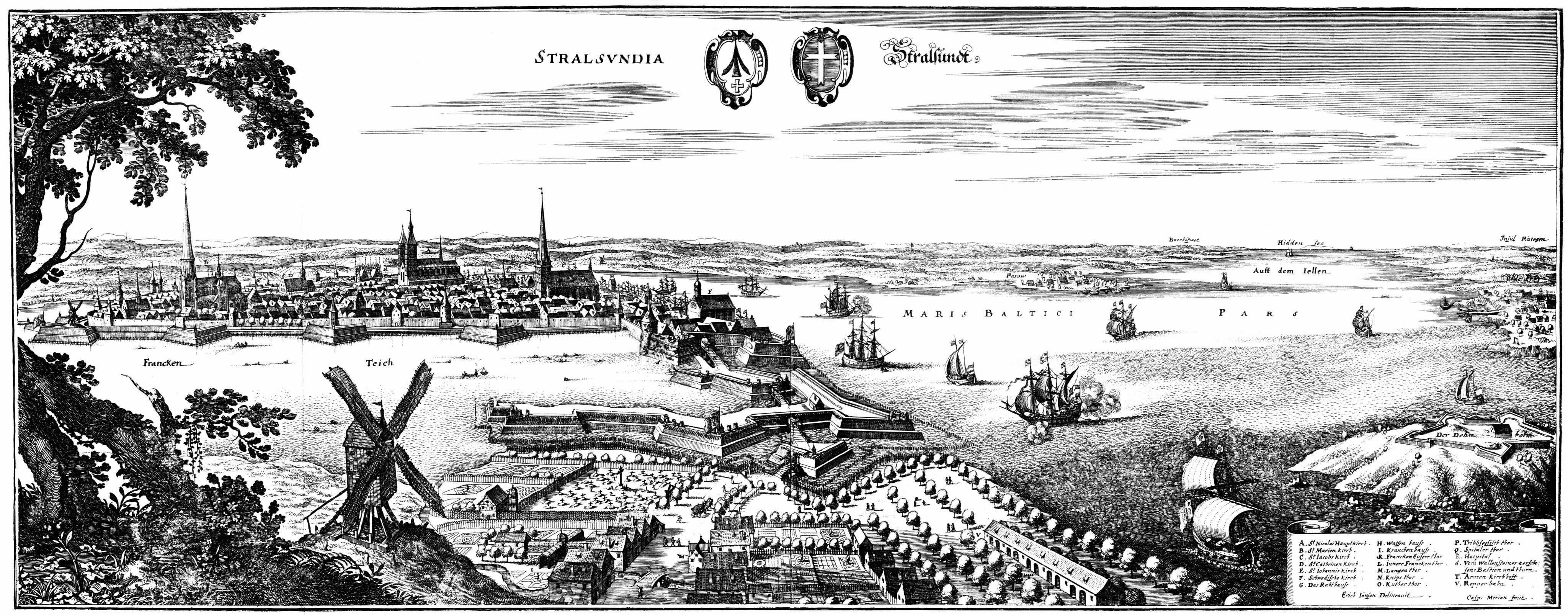
Stadtansicht nach Merian (ca. 1640)

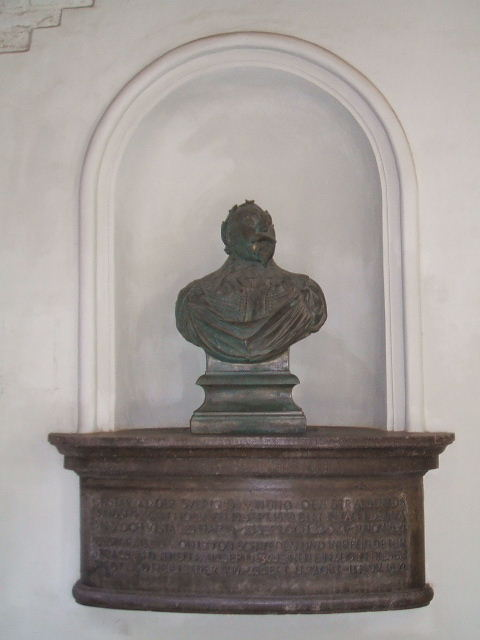
Büste des schwedischen Königs Gustav II. Adolf im Stralsunder Rathaus

### Name
Die Siedlung Strale ist seit dem 10. Jahrhundert bekannt. Stralesund als Stadtname wurde 1240 erstmals urkundlich erwähnt. Der Strelasund ist ein Meeresarm der Ostsee.
Die Stadt führt vor ihrem Namen Stralsund seit 1990 den Namenszusatz Hansestadt.

### Mittelalter und Neuzeit
Stralsund erhielt nach der Besiedlung im Zuge der deutschen Ostsiedlung am 31. Oktober 1234 vom rügenschen Fürsten Wizlaw I. das Stadtrecht nach Rostocker bzw. Lübecker Vorbild. Die Gegend war von Slawen besiedelt gewesen, was auch ihren slawischen Namensbestandteil Stral erklärt (stral bedeutet Pfeil- bzw. Speerspitze, -sund steht in germanischen Sprachen für eine trennende Enge und meint hier den Strelasund).
Stralsund wurde vorwiegend durch Siedler aus Westfalen schnell zu einer bedeutenden Handelsstadt im Ostseeraum. Die Stadt gehörte nach dem Erlöschen des Fürstentums Rügen 1325 zu Pommern-Wolgast. Sie war im 14. Jahrhundert nach Lübeck die bedeutendste Hansestadt im südlichen Ostseeraum. Zahlreiche kriegerische Auseinandersetzungen mit den Herrschern von Dänemark gipfelten 1370 im Frieden von Stralsund. Nach dem Niedergang der Hanse nahm Stralsunds Bedeutung ab. Die Stadt lebte jedoch weiterhin vorwiegend vom Fernhandel und Nahhandel sowie vom Schiffbau.
Bereits 1525 traten die Bürger Stralsunds mehrheitlich zum evangelischen Glauben über. Die Stadt war damit Schrittmacher der Reformation in Norddeutschland.
Im Dreißigjährigen Krieg widerstand Stralsund mit Hilfe von Schweden und Dänemark der Belagerung durch Wallensteins Truppen; es folgte eine fast 200-jährige Zeit der Zugehörigkeit zum Königreich Schweden als Teil von Schwedisch-Pommern. Im Pommernfeldzug 1715/1716 wurde die Festung Stralsund am 23. Dezember 1715 von den verbündeten Dänen, Preußen und Sachsen eingenommen. Stralsund wurde dänisch, kam aber 1720 im Frieden von Frederiksborg zusammen mit Rügen und dem pommerschen Festland nördlich der Peene an Schweden zurück.
1815 kam Stralsund zu Preußen und wurde Sitz einer Oberpostdirektion, eines Regierungsbezirks mit fünf Kreisen und der preußischen Marinebasis (1871 nach Kiel verlegt). 1868 verschmolzen die Oberpostdirektionen Stralsund und Stettin zur Oberpostdirektion Stettin.

### 20. Jahrhundert bis in die Gegenwart
Nach dem Ersten Weltkrieg und dem Sturz der Monarchie in Deutschland erlebte Stralsund kurzzeitig heftige Unruhen (→ Novemberrevolution), bis sich 1919 eine bürgerliche Stadtregierung etablierte; diese wurde 1933 von den Nationalsozialisten abgelöst. 1939 wurden aus der Landesheilanstalt Stralsund 1.287 Patienten deportiert. 

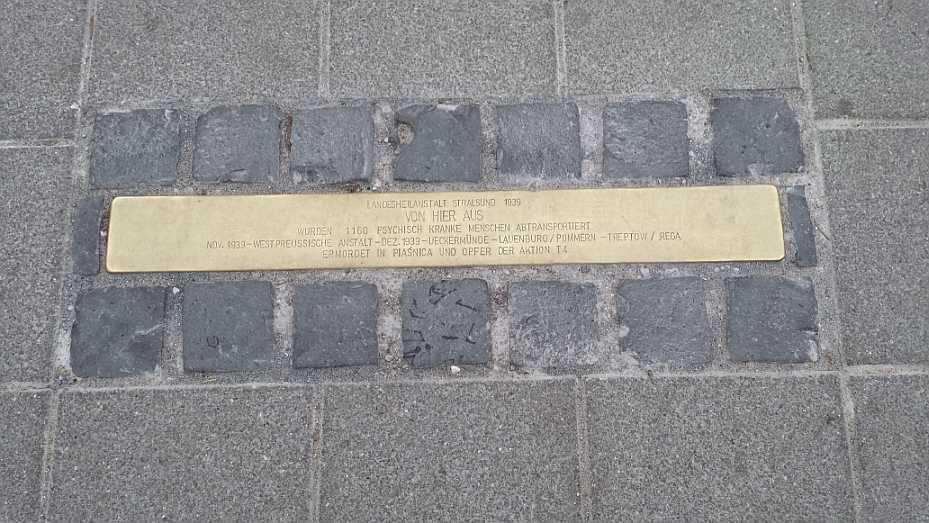
Stolperschwelle am Hauptbahnhof zur Mordaktion T4 Landesheilanstalt Stralsund

Die Deportierten wurden Opfer von Krankenmorden an unterschiedlichen Orten, unter anderem beim Massaker von Piaśnica. Dem schwersten Bombenangriff auf Stralsund am 6. Oktober 1944 fielen etwa 800 Menschen zum Opfer, weite Teile der Stadt wurden zerstört oder beschädigt. Am 1. Mai 1945 wurde Stralsund von der Roten Armee besetzt; nach dem Zweiten Weltkrieg war Stralsund 1945 Teil der sowjetischen Besatzungszone Deutschlands.
Während der Zeit der Deutschen Demokratischen Republik (DDR) wurden in der Stadt zahlreiche Plattenbausiedlungen errichtet, der historische Altstadtkern allerdings verkam. Wirtschaftlich lebte die Stadt vor allem vom Schiffbau auf der Volkswerft Stralsund, die Schiffe für die Sowjetunion wurden teilweise im 10-Tage-Rhythmus fertiggestellt.
Nach der politischen Wende wurde Stralsund 1990 Modellstadt der Städtebauförderung. Der historische Stadtkern mit dem Altstadthafen wurde mit Hilfe der Programme zur Städtebauförderung und zum städtebaulichen Denkmalschutz gründlich saniert. Auch das Wohnumfeld der Plattenbausiedlungen Grünhufe und Knieper wurde im Rahmen der Programme „Aufwertung“, „Stadtumbau Ost“ und „Soziale Stadt“ verbessert und ein Wohnungsrückbau eingeleitet.
Seit 2002 ist Stralsunds Altstadt zusammen mit der von Wismar UNESCO-Welterbe, unter dem Namen Altstädte von Stralsund und Wismar. Im Zuge dessen gab es einen großen Investitionsschub in Baudenkmäler und Infrastruktur, was den Tourismus beflügelte.
Wirtschaftlich gab es nach der Wende große Herausforderungen, die in der strukturschwachen Region erhebliche Probleme verursachen. Der dadurch einsetzende Strukturwandel führt allmählich zu stabileren Bevölkerungs- und Arbeitsmarktverhältnissen. So steigt die Bevölkerungs- und Beschäftigtenzahl in Stralsund seit einiger Zeit kontinuierlich.
Im Zuge der Kreisgebietsreform 2011 wurden die bis dato kreisfreie Stadt Stralsund sowie die Landkreise Rügen und Nordvorpommern Teile des neuen Landkreises Vorpommern-Rügen mit Verwaltungssitz in Stralsund.
Am 1. August 2016 wurde Stralsund die Bezeichnung staatlich anerkannter Erholungsort verliehen; davon ausgenommen sind die Stadtteile Knieper West, Franken Mitte, Vogelsang und Grünthal-Viermorgen.

### Straßennamen und ihre Bedeutung
Die Stralsunder Straßennamen spiegeln vielfach historische Ereignisse wider.

### Stralsunder Stadtbefestigungen
Stralsund besaß bis 1871 den Status einer Festung, der der Stadt über viele Kriege verhalf. Neben zehn Stadttoren, von denen nur das Kniepertor und das Kütertor erhalten sind, wurden auch die Stadtteiche und Dämme angelegt. Das dritte nach der Entfestung noch erhaltene Stadttor, das im Zweiten Weltkrieg beschädigte Semlower Tor, wurde 1960 gesprengt.

### Eingemeindungen
In den 1920er Jahren brauchte Stralsund neues Land. Auch die Belegungsgrenze der Stralsunder Friedhöfe war erreicht; geplant war unter anderem der Bau eines Zentralfriedhofes. Nach der Verabschiedung des preußischen „Gesetzes über die Regelung verschiedener Punkte des Gemeindeverfassungsrechts“ 1927, das auch die Auflösung der Gutsbezirke vorsah, stellte Stralsund den Antrag auf Eingemeindung von Klein Kedingshagen, Groß Kedingshagen, Grünthal, Grünhufe, Freienlande, Andershof, Lüssow, Langendorf (mit Borgwallsee und Pütter See), Groß Lüdershagen, Neu Lüdershagen, Wendorf, Zitterpenningshagen, Voigdehagen, Försterhof, Teschenhagen, Devin und der Stadtkoppel. Zudem sollte der Ort Altefähr auf Rügen eingemeindet werden; der dortige Strand und Park gehörten der Stadt Stralsund bereits. Dieser Antrag, in dem es um eine Fläche von 3538 Hektar ging, wurde nur teilweise positiv beschieden. Durch Beschluss des Regierungspräsidenten vom 21. September 1928 wurden der Stadt Stralsund letztlich „der ganze Gutsbezirk Voigdehagen in einer Größe von 297,85 Hektar mit etwa 93 Einwohnern, der ganze Gutsbezirk Devin in einer Größe von 479,87 Hektar mit etwa 230 Einwohnern, der nördliche Teil des Gutsbezirkes Andershof in einer Größe von etwa 264,74 Hektar mit etwa 150 Einwohnern, der ganze Gutsbezirk Grünhufe in einer Größe von 405,61 Hektar mit etwa 157 Einwohnern“ zugeordnet. Bestandteil des Gutsbezirkes Grünhufe waren die Gehöfte Stadtkoppel und Garbodenhagen und die Güter Grünthal und Freienlande. Zudem wurden der Stadt noch Teile der Güter Langendorf, Lüssow und Klein Kordshagen zugeordnet. Die neu zugeordnete Fläche von 1781,69 Hektar brachte annähernd eine Verdoppelung des Stadtgebietes. Die Übergabe erfolgte am 22. Oktober 1928 im Stralsunder Rathaus.

## Bevölkerung

### Entwicklung
Bis Anfang des 17. Jahrhunderts war Stralsund die bevölkerungsreichste Stadt des Herzogtums Pommern.
1989 erreichte die Einwohnerzahl der Stadt Stralsund mit über 75.000 ihren Höchststand. Danach sank die Einwohnerzahl durch die starken strukturellen Veränderungen der politischen Wende in der DDR, bis 2008 verlor die Stadt deutlich über 15.000 Einwohner. Danach verlangsamte sich der Rückgang, seitdem stiegen die Zahlen wieder an.
Bei der Volkszählung in Deutschland 2022 wurde für Stralsund eine Einwohnerzahl von 53.996 ermittelt (Zensusstichtag war der 15. Mai 2022). Nach der Bevölkerungsfortschreibung auf Basis der Volkszählung in Deutschland 2011 waren 59.435 Einwohner erwartet worden. Die Angaben des Einwohnermeldeamtes der Stadt wiesen 59.363 Einwohner am 31. Dezember 2022 aus. Die im Zensus ermittelte Einwohnerzahl ist die geringste nach 1990 ermittelte Angabe für die Bevölkerung der Stadt.

### Tabellarische Darstellung
Die folgende Übersicht zeigt die Einwohnerzahlen nach dem jeweiligen Gebietsstand. Bis 1833 handelt es sich meist um Schätzungen, danach um Volkszählungsergebnisse oder amtliche Fortschreibungen seitens der jeweiligen Statistischen Ämter beziehungsweise der Stadtverwaltung selbst. Die Angaben beziehen sich ab 1843 auf die „ortsanwesende Bevölkerung“, ab 1925 auf die Wohnbevölkerung und seit 1966 auf die „Bevölkerung am Ort der Hauptwohnung“.
Ab 1990 ist der Stand am 31. Dezember des jeweiligen Jahres abgebildet.
| Jahr/Datum | Einwohner |
| ---------- | --------- |
| 1600       | 12.500    |
| 1677       | 08.489    |
| 1760       | 08.153    |
| 1782       | 10.606    |
| 1800       | 11.191    |
| 1816       | 14.096    |
| 1826       | 14.745    |
| 03.12.1849 | 17.600    |
| 03.12.1861 | 21.900    |
| 03.12.1864 | 26.700    |
| 01.12.1871 | 26.700    |
| 01.12.1875 | 27.765    |
| 01.12.1880 | 29.481    |
| 01.12.1885 | 28.984    |
| 01.12.1890 | 27.814    |
| 02.12.1895 | 30.100    |

| Jahr/Datum | Einwohner |
| ---------- | --------- |
| 01.12.1900 | 31.076    |
| 01.12.1905 | 31.809    |
| 01.12.1910 | 33.988    |
| 01.12.1916 | 31.412    |
| 01.10.1920 | 39.045    |
| 16.06.1925 | 39.404    |
| 16.06.1933 | 43.630    |
| 17.05.1939 | 52.978    |
| 01.12.1945 | 43.763    |
| 29.10.1946 | 50.389    |
| 31.08.1950 | 58.303    |
| 31.12.1955 | 65.275    |
| 31.12.1960 | 65.758    |
| 31.12.1964 | 67.851    |
| 01.01.1971 | 71.489    |
| 31.12.1975 | 72.109    |

| Jahr       | Einwohner |
| ---------- | --------- |
| 31.12.1981 | 74.421    |
| 31.12.1985 | 75.480    |
| 31.12.1988 | 75.498    |
| 1990       | 72.780    |
| 1995       | 65.977    |
| 2000       | 60.663    |
| 2005       | 58.708    |
| 2010       | 57.670    |
| 2015       | 58.041    |
| 2020       | 59.205    |
| 2024       | 59.597    |

## Religion

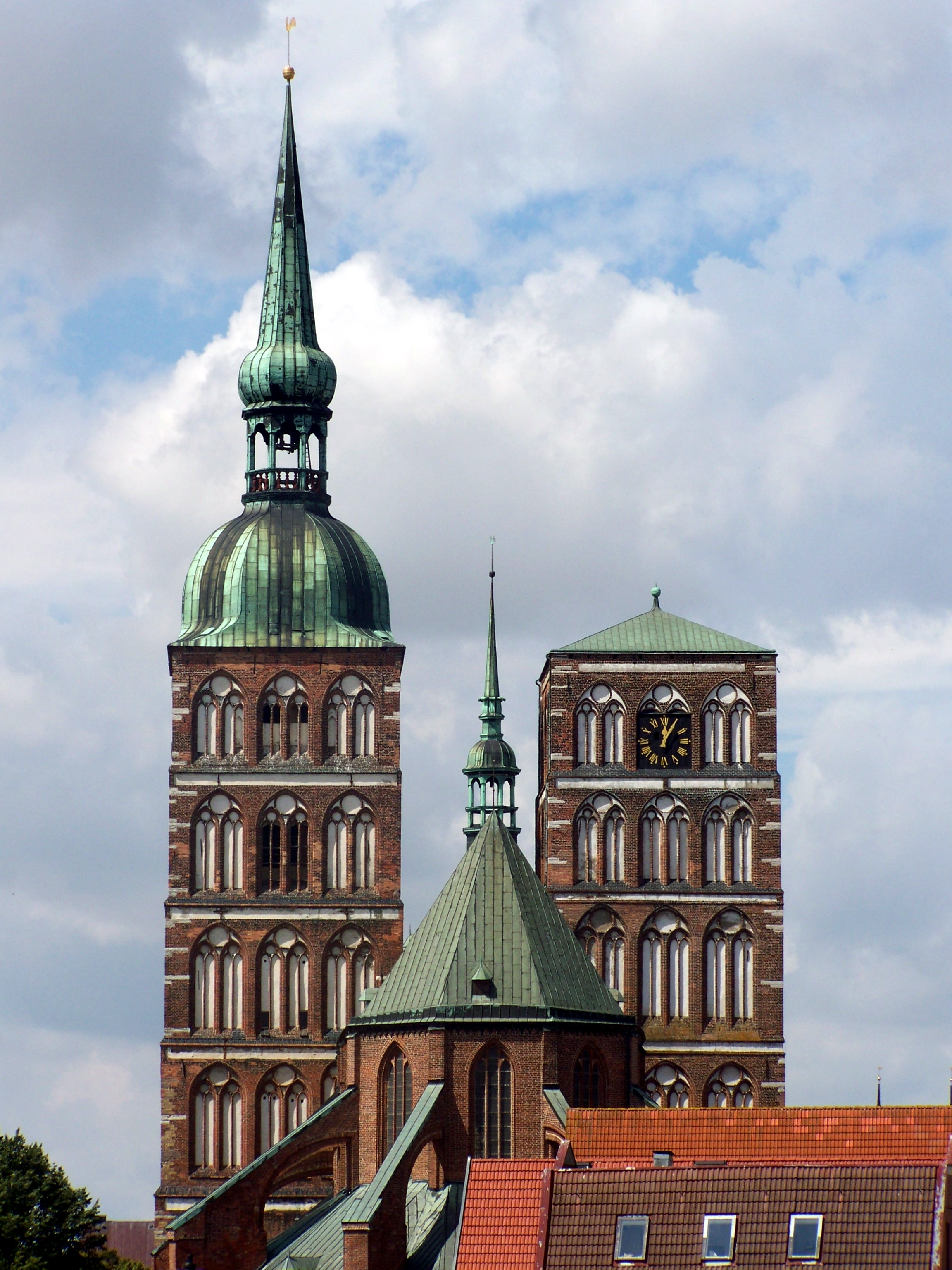
Evangelische Nikolaikirche mit markanten Doppeltürmen

Das Gebiet der heutigen Stadt Stralsund war nach dem Wegzug der Germanen in der Zeit der Völkerwanderung zunächst von slawischen Siedlern bewohnt. Nach dem Sieg der Dänen über die slawischen Fürsten auf Rügen im Jahr 1168 begann die Christianisierung, wobei überwiegend christliche Siedler aus Westfalen in das Gebiet Stralsunds kamen. Im 13. Jahrhundert kamen auch Juden nach Stralsund. Die Reformation machte Stralsund Mitte des 16. Jahrhunderts zu einer überwiegend evangelischen Stadt.
Nach dem Zweiten Weltkrieg 1945 gehörte Stralsund zum sozialistischen Einflussbereich. Die Erziehung in den Schulen geschah nach den Grundsätzen der Trennung von Kirche und Staat. Zwischen 1949 und 1989 ging der Anteil der Protestanten an der Stadtbevölkerung von etwa 90 % auf etwa 20 % zurück. Heute gehören etwa 75 % der Stralsunder Bevölkerung keiner Glaubensgemeinschaft an.
Die mitgliederstärkste Religionsgemeinschaft stellt die Evangelische Kirche dar (ca. 15 %). Die Propstei Stralsund (früher: Kirchenkreis Stralsund) ist eine von drei Propsteien des Pommerschen Evangelischen Kirchenkreises innerhalb der Evangelisch-Lutherischen Kirche in Norddeutschland („Nordkirche“). Etwa vier Prozent der Bewohner bekennen sich zum Katholizismus. Daneben existieren auch Gemeinden evangelischer Freikirchen wie die der Adventgemeinde (Adventisten), der Evangelisch-Freikirchlichen Gemeinde (Baptisten) und der Evangelisch-methodistischen Kirche. Zum Bund Freikirchlicher Pfingstgemeinden gehört die Christengemeinde Elim. Jüngste Kirche/Gemeinde in Stralsund ist die Father’s House Church – Neu-Reformierte Freikirche. Die Landeskirchliche Gemeinschaft ist eine selbständige Gruppe innerhalb des Kirchenkreises und gehört zum Landesverband evangelischer Gemeinschaften Vorpommern e. V. Die Neuapostolische Kirche hat ein Zentrum in Stralsund.
Im 15. Jahrhundert wurden die Juden aus Pommern ausgewiesen. 1757 erlaubte der schwedische König wieder die Ansiedlung von Juden; diese begannen 1786 mit dem Bau einer Synagoge, die am 30. März 1787 geweiht wurde. Jüdische Kaufleute brachten moderne Handelsideen in die Stadt: Am 15. April 1852 errichteten die Gebrüder Wertheim ihr „Manufactur-Modewaren-Geschäft“ und bauten 1875 das erste Wertheim-Kaufhaus in Stralsund. Leonhard Tietz eröffnete am 14. August 1879 einen kleinen Laden und begründete damit den später als „Kaufhof“ bekannten Konzern. Während sich 1933 noch 134 Personen zum Judentum bekannten, waren es 1939 nur noch 62. Nur zwei der den Terror der Nationalsozialisten überlebenden Stralsunder Juden kamen zurück nach Stralsund.

## Politik

### Bürgerschaft
Die Bürgerschaft der Hansestadt Stralsund besteht aus 43 Mitgliedern. Die Kommunalwahl am 9. Juni 2024 führte bei einer Wahlbeteiligung von 56,5 % zu folgendem Ergebnis:
- Linke: 4
- PARTEI: 1
- SPD: 3
- Grüne: 4
- Piraten: 1
- Bürger für Stralsund: 8
- Wählergruppe Adomeit: 1
- FDP: 1
- CDU: 11
- AfD: 9

| Partei / Wählergruppe      | Stimmenanteil 2019 | Sitze 2019 | Stimmenanteil 2024 | Sitze 2024 |
| -------------------------- | ------------------ | ---------- | ------------------ | ---------- |
| CDU                        | 20,0 %             | 9          | 25,5 %             | 11         |
| AfD                        | 13,0 %             | 6          | 21,4 %             | 09         |
| Bürger für Stralsund (BfS) | 17,6 %             | 8          | 18,0 %             | 08         |
| Bündnis 90/Die Grünen      | 15,0 %             | 6          | 09,0 %             | 04         |
| Die Linke                  | 13,5 %             | 6          | 08,8 %             | 04         |
| SPD                        | 09,3 %             | 4          | 07,7 %             | 03         |
| FDP                        | 03,6 %             | 2          | 02,9 %             | 01         |
| Die PARTEI                 | 02,0 %             | 1          | 02,8 %             | 01         |
| Piraten                    | 00,9 %             | –          | 01,1 %             | 01         |
| Wählergruppe Adomeit       | 02,6 %             | 1          | 00,8 %             | 01         |
| Sonstige                   | 02,5 %             | –          | 02,0 %             | 0–         |

### Oberbürgermeister
Oberster Vertreter der Stadtverwaltung ist der Oberbürgermeister. Dies ist seit Oktober 2008 Alexander Badrow (CDU). Er wurde zuletzt bei der Bürgermeisterwahl am 8. Mai 2022 mit 67,3 % der gültigen Stimmen in seinem Amt bestätigt. Seine Amtsdauer beträgt sieben Jahre.

### Wappen
Wappen 1720–1938
| Wappen der Stadt Stralsund 1720–1938 | Blasonierung: „In Blau eine silberne Pfeilspitze überhöht von einer goldenen Krone.“ |
| Wappen der Stadt Stralsund 1720–1938 | Das Wappen wurde am 29. Dezember 1720 von König Friedrich I. von Schweden verliehen. |

Wappen seit 1938
| Wappen der Hansestadt Stralsund | Blasonierung: „In Rot eine silberne Pfeilspitze überhöht von einem silbernen Tatzenkreuz.“ |
| Wappen der Hansestadt Stralsund | Wappenbegründung: In dem in Anlehnung an das Siegelbild des SECRETVM CIVITATIS STRALESSVNT – als Abdruck aus dem 14. Jahrhundert überliefert – gestalteten und neu gezeichneten Wappen steht die Pfeilspitze als „redendes Zeichen“ für das aus dem Slawischen stammende Wort stral im Ortsnamen. Sie ist das ursprüngliche Stadtsymbol, das erst im 16. Jahrhundert um das Kreuz als Rechtszeichen erweitert wurde, wobei das Kreuz zunächst unterhalb der Pfeilspitze angeordnet worden war, seit dem dritten Jahrzehnt des 17. Jahrhunderts oberhalb. Die Tingierung des Wappens (Silber – Rot) kennzeichnet Stralsund als eine im engen Bündnis mit dem hansischen Vorort Lübeck stehende Seestadt; Weiß und Rot sind zugleich die Farben der Hanse. Das vom Heraldiker Ottfried Neubecker gestaltete Wappen wurde am 9. September 1938 durch den Oberpräsidenten in Stettin verliehen. Es ist unter der Nr. 67 der Wappenrolle des Landes Mecklenburg-Vorpommern registriert. |

### Flagge
Die Flagge der Hansestadt Stralsund besteht aus rotem Tuch und ist in der Mitte mit den Figuren des Stadtwappens belegt: mit einer weißen Pfeilspitze überhöht von einem weißen Tatzenkreuz. Die weiße Pfeilspitze nimmt vier Neuntel, das weiße Tatzenkreuz ein Sechstel der Höhe des Flaggentuchs ein. Die Höhe des Flaggentuchs verhält sich zur Länge wie 3:5.

### Dienstsiegel
Das Dienstsiegel zeigt das Wappen der Stadt mit der Umschrift HANSESTADT STRALSUND.

### Städtepartnerschaften
Stralsund pflegt sieben Städtepartnerschaften. Die älteste existiert seit 1968 mit Pori in Finnland. 1987 wurden Partnerschaften mit Ventspils (Windau) in Lettland, Kiel in Schleswig-Holstein und Stargard in Polen geschlossen. Es folgten 1991 Malmö in Schweden und 1992 Svendborg in Dänemark. Mit Trelleborg in Schweden wurde 2000 eine „Vereinbarung zur Zusammenarbeit“ geschlossen. Seit 2015 ist Huangshan in China Partnerstadt.
Seit 1963 unterhielt Stralsund eine Städtefreundschaft mit Boulogne-sur-Mer (Frankreich), die nicht mehr aktiv gepflegt wird.
Stralsund ist in der Hanse der Neuzeit aktiv und beteiligt sich an den Hansetagen der Neuzeit. Die Stadt ist Mitglied im länderübergreifenden Bund der Euroregion Pomerania, welche die deutschen und polnischen Teile Vor- und Westpommerns verbindet.

## Sehenswürdigkeiten und Kultur

### Altstadt

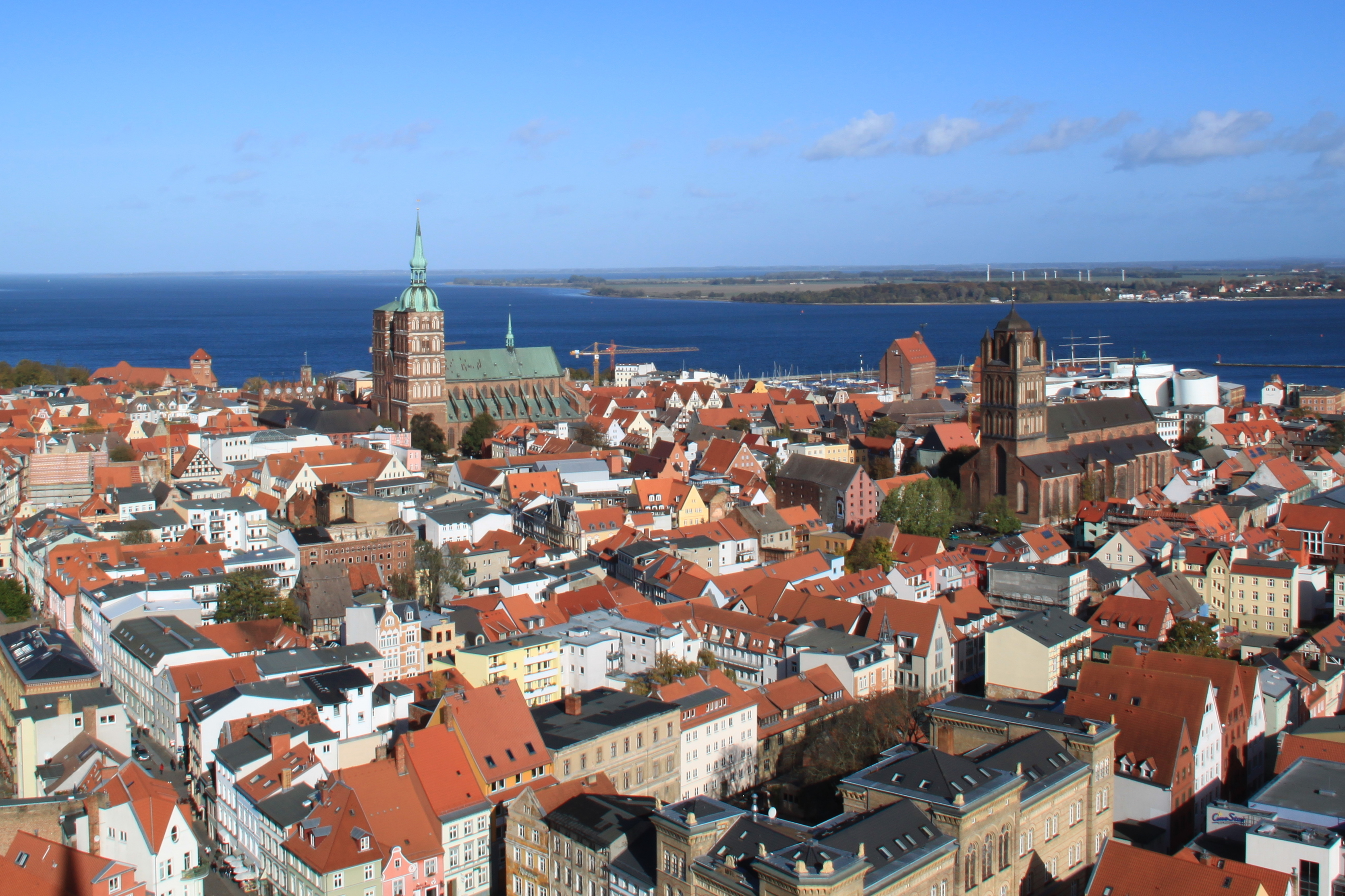
Stralsunder Altstadt, vom Turm der Marienkirche

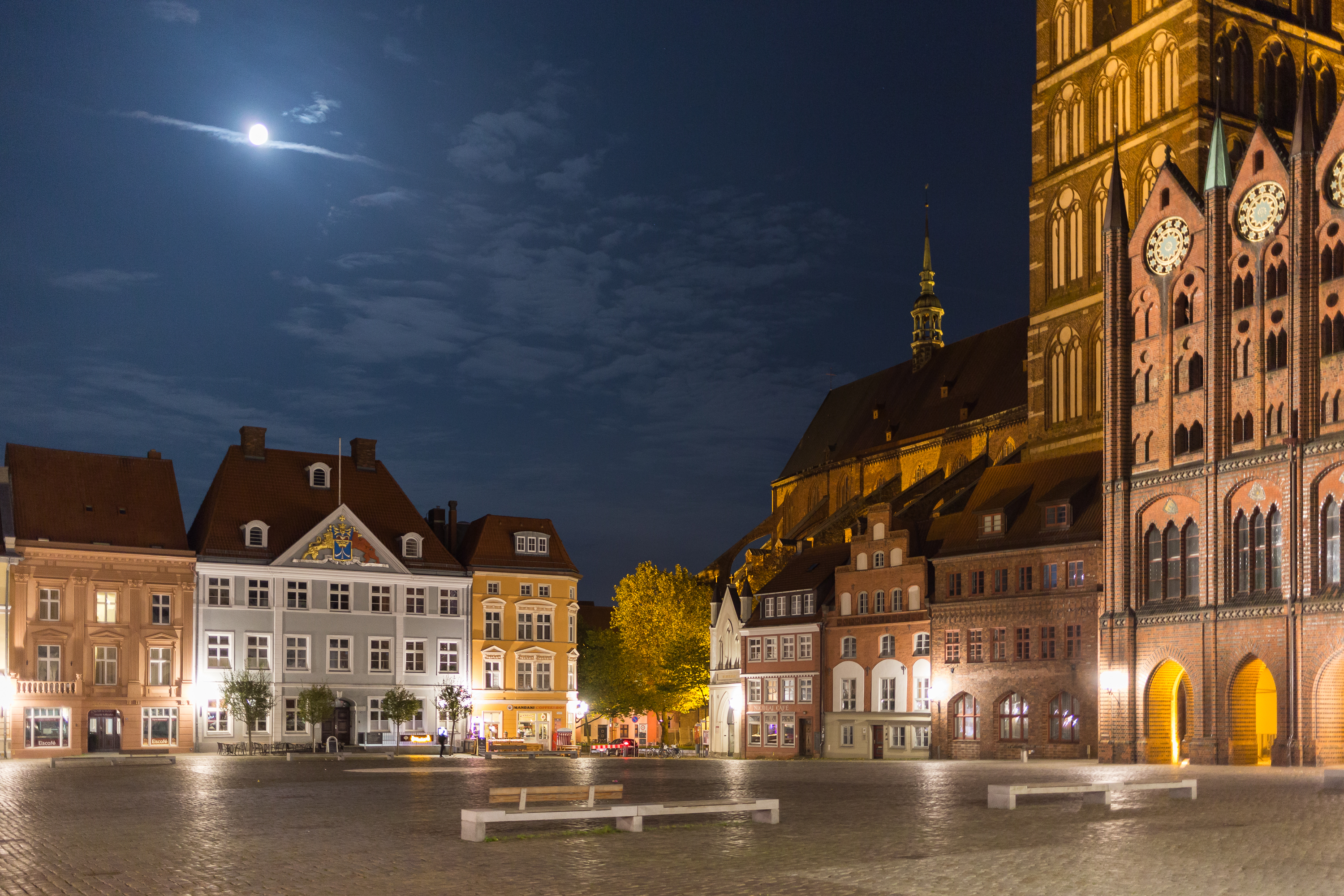
Alter Markt

Die Innenstadt Stralsunds ist durch einen Reichtum an historischer Bausubstanz gekennzeichnet. Seit 1990 wurden mit privatem und öffentlichem Kapital sowie durch die Unterstützung von Stiftungen große Teile der historischen Altstadt saniert. Infolge der Geringschätzung historischer Bausubstanz in der DDR waren viele Häuser vom Verfall bedroht. Insbesondere die Altstadt bietet eine reiche historische Gebäudevielfalt, mit vielen ehemaligen Kaufmannshäusern, Kirchen, Gassen und Plätzen. Von mehr als 800 denkmalgeschützten Häusern in Stralsund stehen mehr als 500 als Einzeldenkmal in der Altstadt. In den zwanzig Jahren von der Wende 1990 bis November 2010 wurden 588 der mehr als 1000 Altstadtgebäude vollständig saniert, darunter waren 363 Einzeldenkmale. Aufgrund ihrer historischen und architektonischen Bedeutsamkeit wurde die Stralsunder Altstadt im Jahr 2002 gemeinsam mit der Altstadt Wismars in das UNESCO-Weltkulturerbe aufgenommen.
Von den Stralsunder Stadtbefestigungen sind das Kniepertor und das Kütertor erhalten.
Das Ensemble des Alten Marktes bietet mit der Nikolaikirche, dem Stralsunder Rathaus als einem der bedeutendsten Profanbauten der norddeutschen Backsteingotik, dem Artushof, dem Wulflamhaus, dem Commandantenhus, dem Gewerkschaftshaus und einem neueren Plattenbau einen Überblick über die architektonische Geschichte der Stadt.
Die oft mit hohem finanziellen Engagement aufwändig sanierten Bürgerhäuser mit ihren typischen Giebeln prägen das Bild in den Altstadtstraßen. Das ehemalige Schwedische Regierungspalais beherbergt heute das Bauamt der Stadt. Das Museumshaus in der Mönchstraße wurde mit Mitteln der Deutschen Stiftung Denkmalschutz saniert und bietet seither als eines von Nordeuropas bedeutendsten original erhaltenen Bürgerhäusern der Hansezeit das Erleben und Begreifen der Geschichte von sieben Jahrhunderten.

### Kirchen
Drei große mittelalterliche Kirchen der Innenstadt und das Heilgeistspital-(Kloster) der Backsteingotik zeugen von der mittelalterlichen Bedeutung Stralsunds. Im Volksmund hieß es: „Stralsund hat drei Kirchen – die mächtige, die prächtige und die schmächtige.“
- Marienkirche, ab 1298 und fast völliger Neubau ab 1382, am Neuen Markt; vom 104 Meter hohen Turm der Marienkirche am Neuen Markt bietet sich ein Panoramablick über Stralsund und die Insel Rügen.
- Nikolaikirche von 1276 am Alten Markt
- Jakobikirche von 1303; sie wird als Kulturkirche genutzt.

Weitere Kirchen sind
- Heilgeistkirche aus dem 14. Jahrhundert, die auch der Jakobigemeinde dient,
- Auferstehungskirche in Grünhufe von 1991,
- Dreifaltigkeitskirche am Frankenwall von 1785,
- Friedenskirche in der Frankensiedlung von 1951 und
- Lutherkirche an der Alten Richtenberger Straße von 1937.

### Klöster

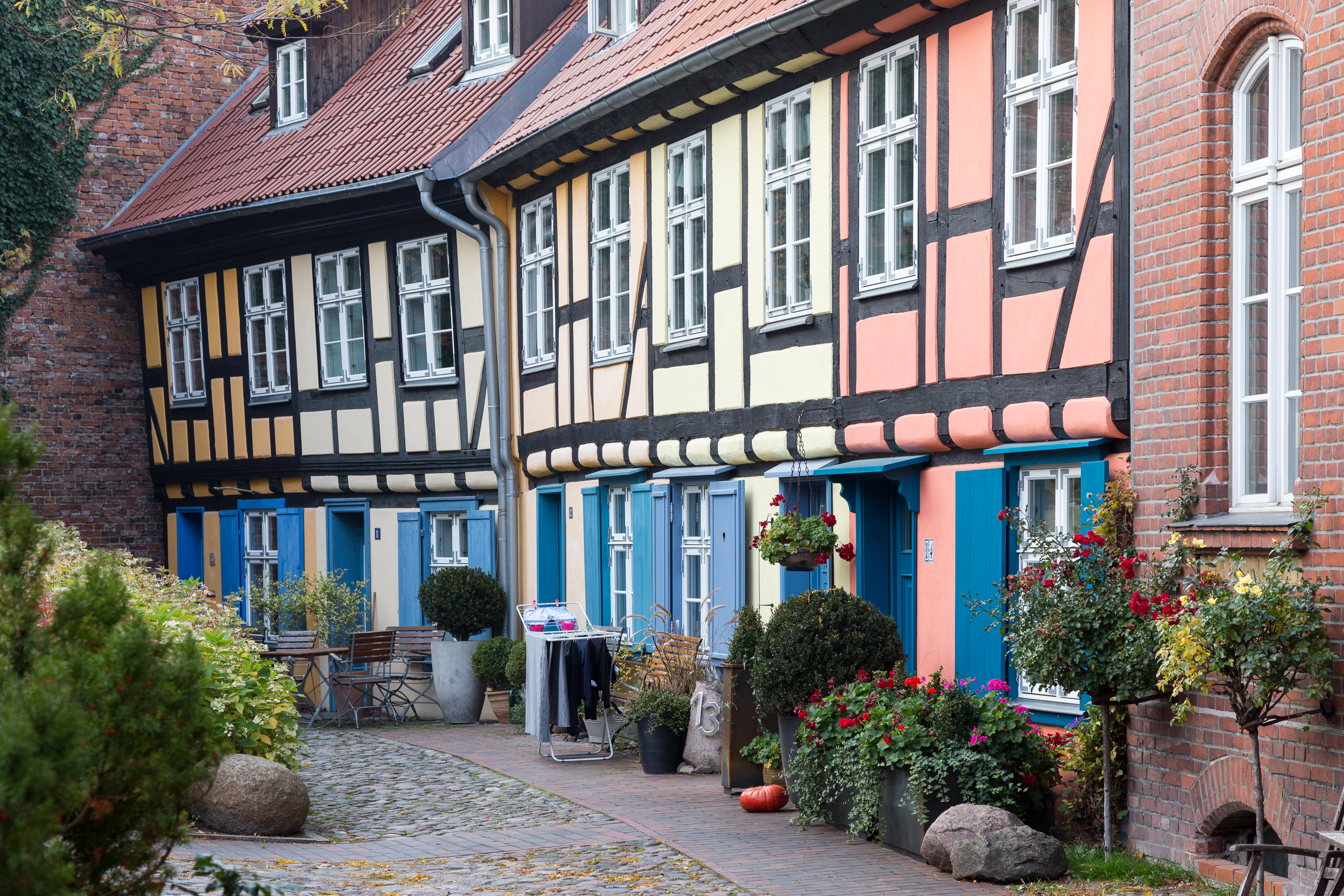
Fachwerkhäuser „Am Johanniskloster“

Das Katharinenkloster, ein ehemaliges Kloster der Dominikaner, wurde 1251 erstmals erwähnt, die zugehörige Katharinenkirche 1287 geweiht, heute beherbergt dieses Ensemble das Meeresmuseum Stralsund und das Stralsund Museum.
Im Johanniskloster der Franziskaner von 1254 befindet sich heute das Stadtarchiv Stralsund. Auch finden dort regelmäßig Kulturveranstaltungen statt, wie beispielsweise Open-Air-Theateraufführungen.
Im 1256 erstmals erwähnten Heilgeistkloster befand sich das Heilgeisthospital. Hier wurden einst Arme und Kranke untergebracht. Heute sind alle Wohnungen und Häuser saniert, einschließlich des wertvollen Innenhofes.
Das Kloster St. Jürgen am Strande an der Mönchstraße wurde 1278 erstmals erwähnt. Es diente im 14. Jahrhundert auch als Altenhaus. Im Jahr 1632 wurden die Kirche und weitere Gebäude abgebrochen. 1743 entstand ein Gebäude als Kleines St.-Jürgen-Kloster am Kniepertor und die Anlage wurde 1754 für Altenwohnungen und 1841 für Witwenwohnungen erweitert, heute sind dort überwiegend Studentenwohnungen eingerichtet.
Das gotische Kloster St. Annen und Brigitten in der Schillstraße entstand um 1560 aus der Zusammenlegung des Klosters St. Annen von 1480 und des um 1525 aufgelösten Birgittinerinnenklosters Mariakron von 1421.

### Parks und Gewässer
Die Stralsunder Altstadt ist vom Strelasund und von den drei Stralsunder Stadtteichen umgeben (Knieperteich, Frankenteich und Moorteich), sodass sie nahezu rundum von Wasser begrenzt wird. Man kann deshalb auch von einer Altstadtinsel sprechen.
Im Norden der Stadt im Stadtteil Knieper-Nord gibt es das Strandbad Stralsund mit einem feinsandigen Stadtstrand.
Während die Altstadt Stralsunds aus geschichtlich bedingten Gründen eher wenig Grün aufweist, wurden nach der Entfestung im 19. Jahrhundert einige Anlagen zur Naherholung angelegt. Zum Grüngürtel der Stadt gehören die entlang des Strelasund-Ufers führende Sundpromenade, der Bastionengürtel (auch Bastionenpark) und das Wulflamufer. Auch die Stralsunder Friedhöfe wurden im 20. Jahrhundert zu Anlagen mit parkähnlichem Charakter umgestaltet. Die Hansa-Wiese genannte Grünfläche vor dem Hansa-Gymnasium ist ein beliebter Treffpunkt.
In der Brunnenaue nahe dem Strelasund wurde einst Heilwasser gefördert – heute ist sie der größte Stadtpark Stralsunds. Im Stadtteil Devin liegt der Park Devin.
Am westlichen Ende des Stralsunder Stadtwalds, der sich vom Moorteich nach Westen bis zur Stadtgrenze erstreckt, liegt der Zoo Stralsund.
Siehe auch
Liste der Naturdenkmale in Stralsund

### Kulturelle Einrichtungen
Museen

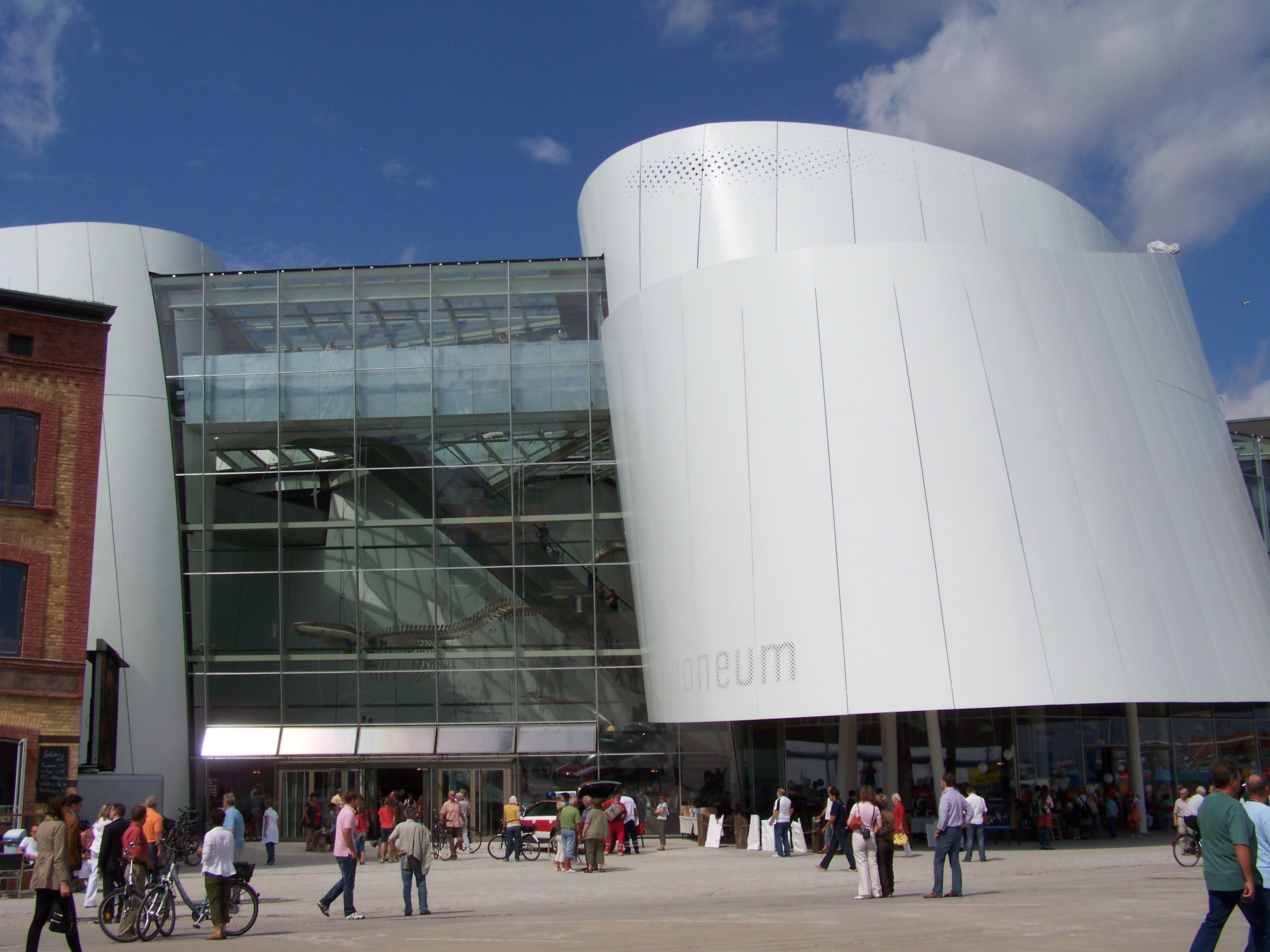
Das Meeresmuseum Stralsund ist mit seinen Außenstellen – dem Ozeaneum am Hafen (siehe Bild), dem Nautineum auf dem Dänholm und dem Natureum Darßer Ort – eines der meistbesuchten Museen Norddeutschlands

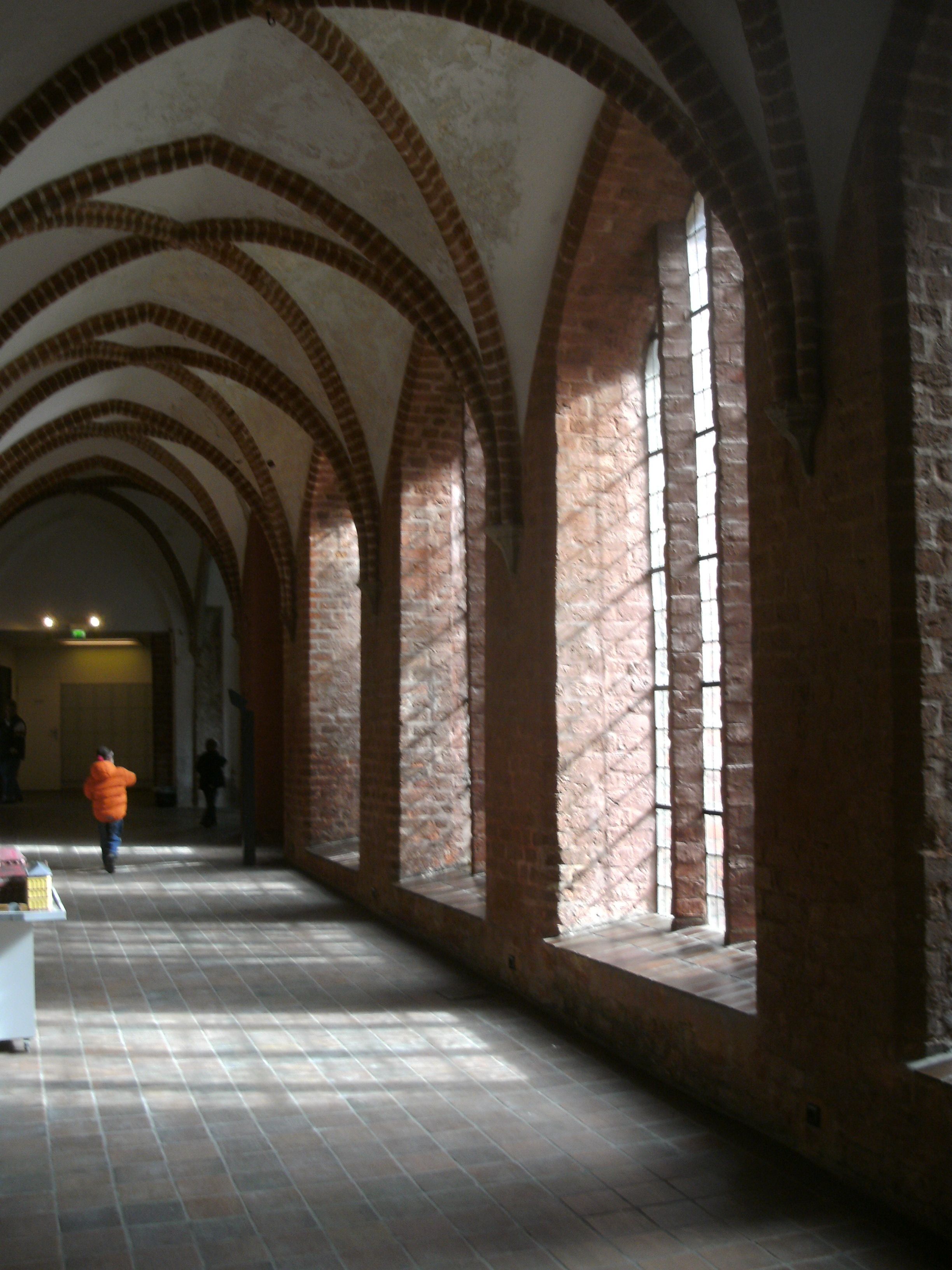
Backsteingotik im Katharinenkloster; Verbindungsgang im Erdgeschoss, der zur Hauptsammlung des Stralsund Museum führt

Das Meeresmuseum Stralsund im ehemaligen Katharinenkloster bietet Einblicke in die Welt des Wassers und seiner Bewohner. Eine Ergänzung stellt das Ozeaneum im Hafen dar, das im Juli 2008 eröffnet wurde. Weitere Außenstellen des Hauses sind das Nautineum Dänholm und das Natureum Darßer Ort.
Das Stralsund Museum, das älteste Museum in Mecklenburg-Vorpommern, zeigt Ausstellungen aus der Geschichte Pommerns und Stralsunds. Die Hauptsammlung ist, wie auch das Meeresmuseum, im ehemaligen Katharinenkloster untergebracht. Unter den Exponaten befinden sich der Hiddenseer Goldschmuck und ein bei Stolp aufgefundenes Bernstein-Amulett in Gestalt einer Stier-Skulptur, dessen Alter auf vier- bis fünftausend Jahre geschätzt wird. Außenstellen des Museums sind das Marinemuseum Dänholm mit Informationen rund um die militärische Nutzung und Bedeutung Stralsunds, das Museumshaus Mönchstraße 38 und bis 2014 der Museumsspeicher Böttcherstraße 23. Der Dänholm gilt als „Wiege der preußischen bzw. deutschen Marine“.
Theater
Seit 1995 bildet das bis dahin eigenständige Stralsunder Theater zusammen mit den Theatern von Greifswald und Putbus das Theater Vorpommern. Das Stralsunder Haus des Theaters bietet Aufführungen aus allen Genres.
Kino
Die Cinestar-Gruppe betreibt ein Kino mit mehreren Sälen in der Frankenstraße.
Das Kino des Filmklubs Blendwerk ist ein Programmkino in der Sankt-Jakobi-Kirche. Blendwerk ist aktiver Teil und örtliche Vertretung des Landesverbandes Filmkommunikation Mecklenburg-Vorpommern. Das Kino besteht seit 1994, Aufführungen fanden zunächst im Scheelehaus statt. Es wird ehrenamtlich betrieben.
Ausstellungen
Vom Frühjahr bis in den Herbst werden in der Kulturkirche St. Jakobi Werke von Friedensreich Hundertwasser gezeigt.

### Veranstaltungen
Überregional bedeutende Veranstaltungen in Stralsund sind:
- Wallensteintage: Jeden Sommer finden in der Altstadt die Wallensteintage statt, ein historisches Volksfest zu Ehren der Abwehr der Belagerung Stralsunds durch Wallenstein im Jahre 1628.
- Stralsund ist einer der Spielorte der Festspiele Mecklenburg-Vorpommern.
- Stralsunder Weihnachtsmarkt, auf dem Neuen und Alten Markt, mit historischen Schaustellerbuden am Alten Markt und im Rathauskeller sowie modernen Fahrattraktionen am Neuen Markt. Er findet seit 1512 statt und gilt damit als ältester Weihnachtsmarkt im Ostseeraum.[35]
- Musikfestivals auf dem Campus der Hochschule Stralsund:
  - Das Sundstock Open Air fand bis 2008 auf dem Sportplatz der FH statt.
  - Die Holzhausen-Party fand bis 2012 jedes Jahr im Mai im Studentendorf Holzhausen statt.
  - Das Campus Spektakel ist ein Festival mit mehreren tausend Besuchern, das seit 2011 im September bzw. Oktober mitten auf dem Campus der FH Stralsund stattfindet. Bekannte Künstler, die auf dem Festival aufgetreten sind, sind zum Beispiel Marteria (Marsimoto), MC Fitti, Supershirt, Neonschwarz, Kensington Road, Captain Capa, Symbiz Sound und Herr von Grau. Hauptsponsor ist die Lübzer Brauerei.[36]
- Das Hafenfest Stralsund findet seit 2009 jährlich im Juni statt.[37]
- Mittwochsregatta auf dem Strelasund: Während der Segelsaison wöchentliche Segelregatta mit Yardstick-Wertung. Start an der Nordmole bei Hafeneinfahrt.
- Sundschwimmen: Von Altefähr (Insel Rügen) nach Stralsund über 2,3 Kilometer wird dabei der Strelasund von bis zu 1000 Teilnehmern durchschwommen.
- Der Rügenbrückenlauf mit Marathon führt die Teilnehmer alljährlich im Oktober über die Rügenbrücke.
- Das seit 1970 jährlich ausgetragene landesweite Boxturnier um den Ostseepokal gilt als das größte und bedeutendste Nachwuchsturnier der Altersklassen 13/14.

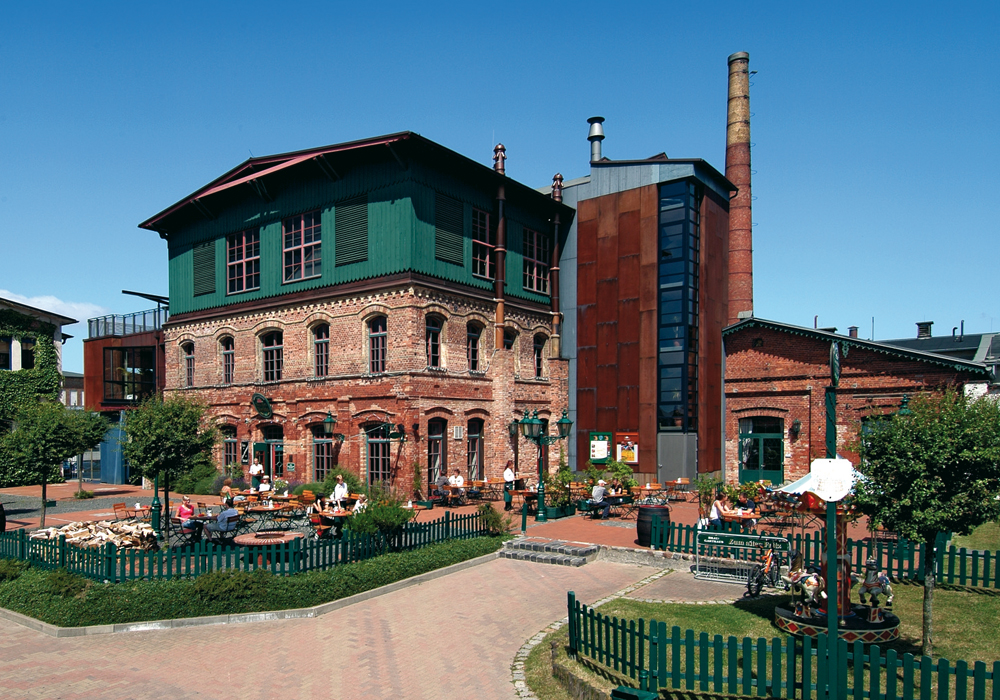
Biergarten der Störtebeker Braumanufaktur

- Jedes Jahr am 1. Samstag im September findet die „Lange Nacht des offenen Denkmals“ in Stralsund statt.
- Das Kabarett „Die Sägefische“ spielt jedes Jahr in der Zeit vom Oktober bis April

### Kulinarische Spezialitäten
Der Kaufmann und Fischhändler Johann Wiechmann soll in Stralsund eine Art von sauer eingelegtem Hering angeboten haben, die er 1871 zum Geburtstag von Otto von Bismarck diesem zusandte. Bismarck soll ihm daraufhin schriftlich das Privileg gegeben haben, seinen Hering als Bismarckhering anbieten zu dürfen. Das besagte Beweisschreiben Bismarcks soll jedoch durch den Bombenangriff auf Stralsund am 6. Oktober 1944 vernichtet worden sein.
Die Störtebeker Braumanufaktur ist eine seit 1827 bestehende mittelständische Brauerei. Hauptprodukte sind verschiedene Biersorten der Marken „Störtebeker“ und „Stralsunder“.

## Öffentliche Einrichtungen

### Allgemein
Stralsund ist als Kreisstadt der Hauptverwaltungsstandort des Landkreises Vorpommern-Rügen. Stralsund ist ferner Sitz des Amtsgerichtes Stralsund, des Landgerichtes Stralsund, des Arbeitsgerichtes Stralsund und des Sozialgerichtes Stralsund.
Die Schifferbrüder richteten im 15. Jahrhundert die bis heute bestehende Schiffer-Compagnie ein, Vorläufer von Sozialversicherung und Gewerkschaft in einem.
Die Deutsche Marine unterhält in Parow bei Stralsund die Marinetechnikschule, die in ihrer jetzigen Form seit 1996 besteht und die größte Ausbildungseinrichtung der Marine ist. Sie geht u. a. auf die Marineschule Stralsund zurück. 2013 wurde Stralsund  Pate für die Schule.
Die Deutsche Rentenversicherung Bund errichtete 1999 (damals noch als Bundesversicherungsanstalt für Angestellte (BfA)) eine Dienststelle mit derzeit ca. 1800 Mitarbeitern (Stand: Oktober 2024) und gehört damit zu den größten Arbeitgebern der Region.

### Hochschulen

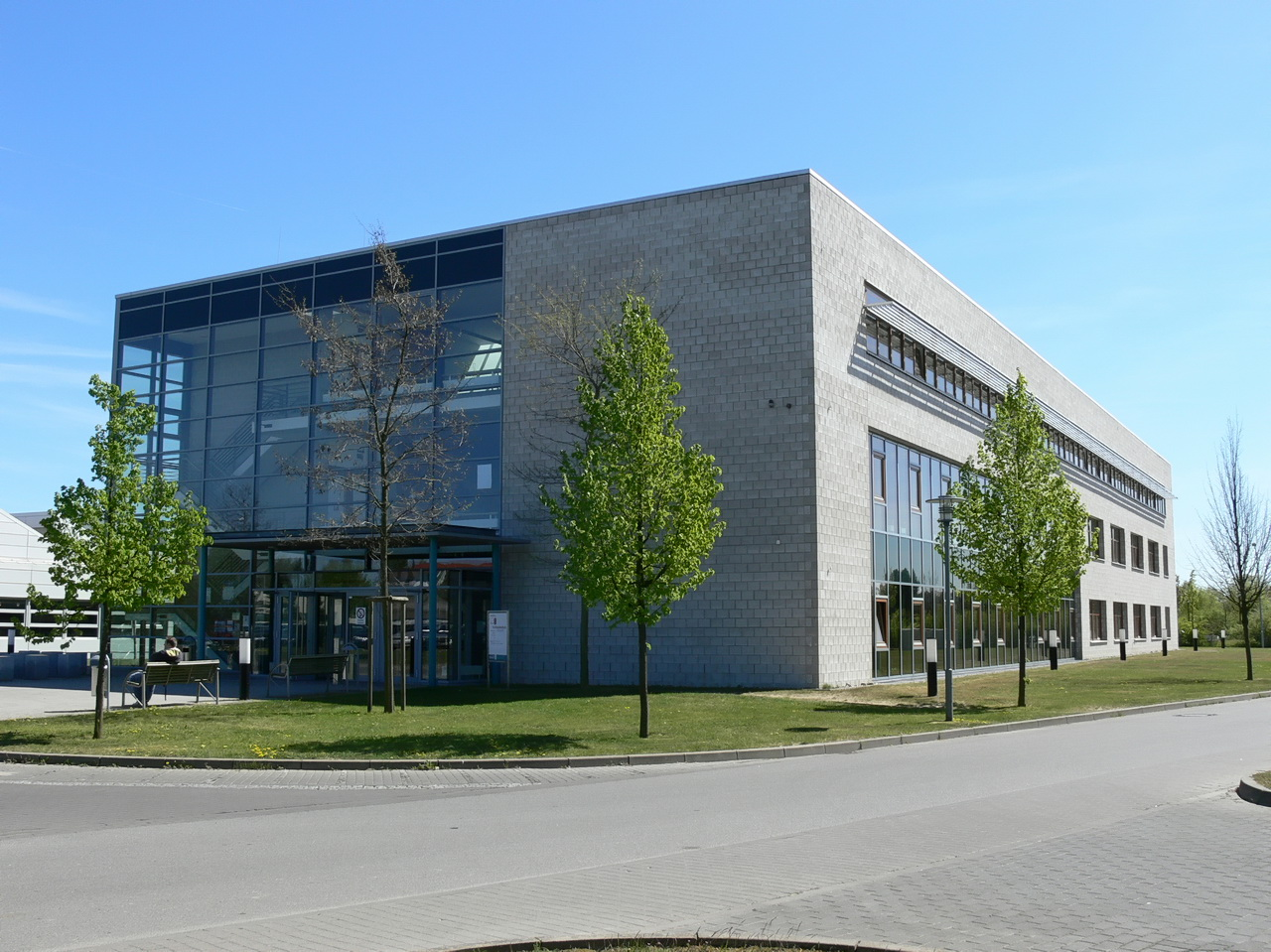
Hochschule Stralsund, Fakultät für Wirtschaft auf dem Campus nahe dem Strelasund

Die 1991 auf dem Gelände der vormaligen Marineschule Stralsund als Fachhochschule gegründete Hochschule Stralsund, eine Campus-Hochschule mit etwa 2500 Studenten, befindet sich im Norden der Stadt. Sie beherbergt Fakultäten für Elektrotechnik/Informatik, Maschinenbau und Wirtschaft, es werden auch Studiengänge in englischer Sprache angeboten, etwa International Management Studies in the Baltic Sea Region (BMS).
Auf dem Dänholm existiert eine Außenstelle der Technischen Akademie Nord, die mit verschiedenen Hochschulen kooperiert und Seminare durchführt.

### Schulen

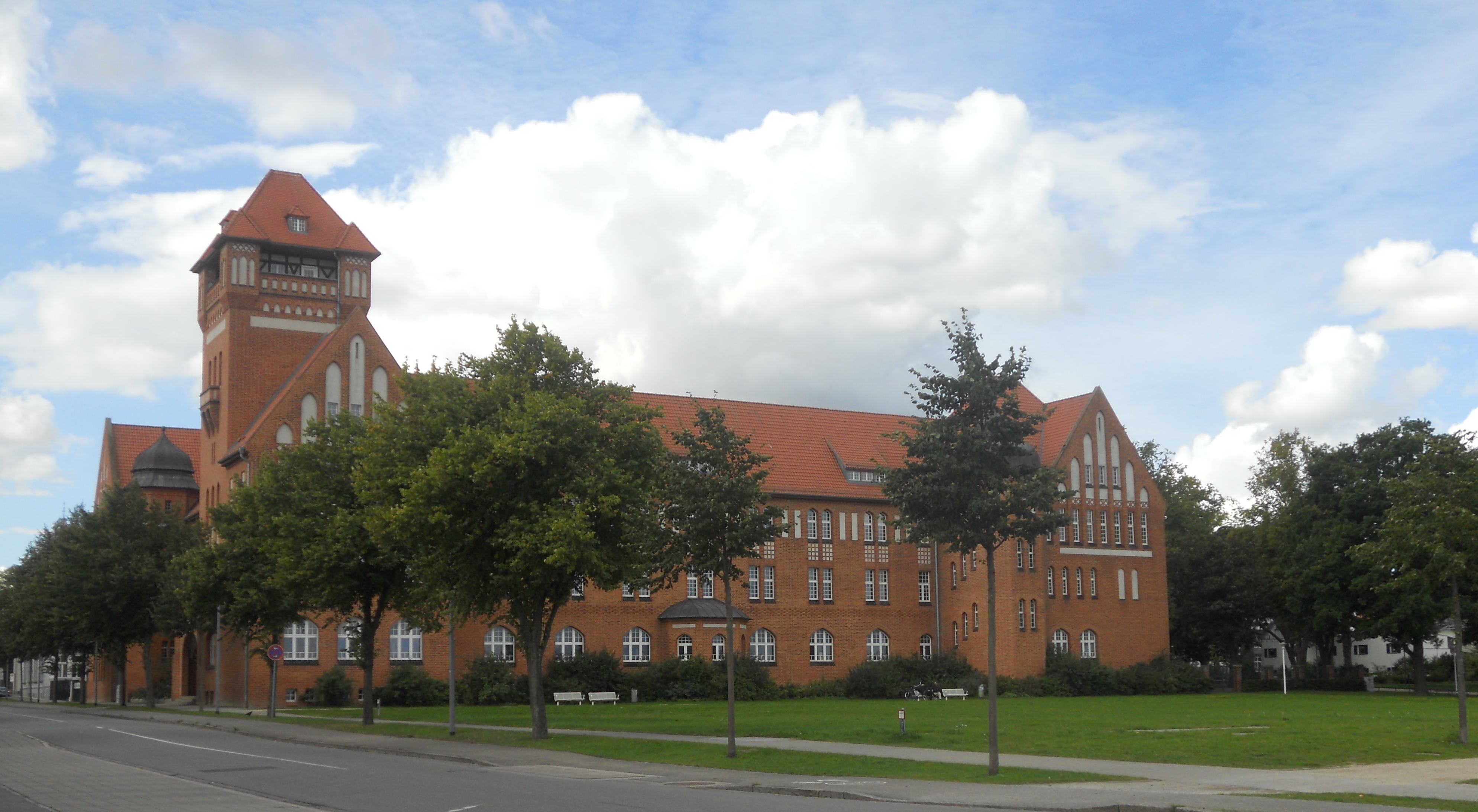
Hansa-Gymnasium Stralsund

Es gibt in Stralsund sieben Grundschulen (Lambert-Steinwich-, Ferdinand-von-Schill-, Juri-Gagarin-, Karsten-Sarnow-, Hermann-Burmeister- und Gerhart-Hauptmann-Grundschule sowie die Grundschule Andershof), drei Förderschulen (Astrid-Lindgren-, Ernst-von-Haselberg-Schule und das Sonderpädagogische Förderzentrum), vier regionale Schulen (Adolph-Diesterweg-, Hermann-Burmeister-, Marie-Curie-Schule und die Gerhart-Hauptmann-Schule als regionaler Schulteil des Schulzentrums am Sund), zwei Integrierte Gesamtschulen mit gymnasialer Oberstufe (IGS Grünthal und die Christliche Gemeinschaftsschule Jona Schule), drei berufliche Schulen, zwei Gymnasien (Hansa-Gymnasium und das Goethe-Gymnasium als gymnasialer Teil des Schulzentrums am Sund) und eine Höhere Berufsfachschule für kaufmännische Assistenz.
Das Fachgymnasium der Beruflichen Schule und die IGS Grünthal führen auch zur allgemeinen Hochschulreife (Abitur). Die Jona Schule ist eine Ganztagsschule in freier Trägerschaft der evangelischen Schulstiftung in Mecklenburg-Vorpommern, sie führt zur Mittleren Reife und auch zum Abitur.
Die Hansestadt Stralsund unterhält ebenfalls eine Volkshochschule und eine 1952 gegründete Musikschule.
Das Gymnasium Stralsund bestand ununterbrochen von 1560 bis 1945 und gehörte damit zu den ältesten Schulen im deutschen Sprachraum. Es war in mehreren Bauten in der Altstadt untergebracht.

### Sport

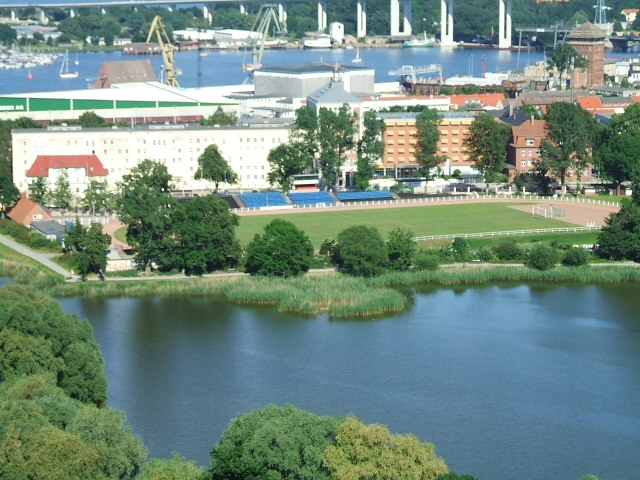
Stadion der Freundschaft, Heimat des TSV 1860 Stralsund

Die Fußballmannschaft der ASG Vorwärts Stralsund spielte in den 1960er bis 1980er Jahren in der DDR-Oberliga (erstklassig) und der DDR-Liga (zweitklassig). Nachfolger war zwischenzeitlich der FC Pommern Stralsund, jetzt der TSV 1860 Stralsund. Die Mannschaft spielt in der Saison 2023/24 in der Verbandsliga Mecklenburg-Vorpommern. Heimstätte des TSV 1860 ist das Stadion der Freundschaft am Frankendamm. Für Fußball, Leichtathletik und weitere Sportarten ist ein modernes Mehrzweckstadion auf dem Sportplatz Kupfermühle westlich des Hauptbahnhofs neu gebaut und im Mai 2022 eröffnet worden.
Die Volleyballerinnen des 1. VC Stralsund („Stralsunder Wildcats“) nahmen ab der Saison 2010/2011 am Spielbetrieb der 2. Bundesliga teil.
Die erste Männer-Mannschaft des Stralsunder Handballvereins (HV) spielte in der Saison 2003/2004 und 2008/2009 in der ersten Handball-Bundesliga, in der Saison 2018/2019 spielten sie in der Oberliga Ostsee-Spree.
Stralsund ist ein Zentrum des Boxsports. Der Ostseepokal ist eines der bedeutendsten Nachwuchsturniere Deutschlands. Die Fight Night Stralsund findet regelmäßig statt. Jürgen Brähmer ist ein Stralsunder Profiboxer und mehrfacher Europa- und Weltmeister im Halbschwergewicht.
Stralsund hat eine lange und erfolgreiche Gewichthebertradition. Die Sportler des jetzigen TSV 1860 Stralsund (früher: BSG Motor Stralsund) errangen bei vielen nationalen (zuletzt Deutscher Meister 2005) und internationalen Wettkämpfen Titel und Medaillen. Bedeutende Gewichtheber sind Jürgen Heuser und Andreas Behm.
Erfolgreich sind die Motorradfahrer des MC Nordstern Stralsund, die in der Speedway-Bundesliga fahren. Heimstätte ist das Paul-Greifzu-Stadion.
Auf dem Flugplatz Stralsund treffen sich Piloten von Segel- und Motorflugzeugen, Hubschraubern und Modellflugzeugen. Der Deutsche Meister von 2006 im Hubschrauberfliegen kommt aus Stralsund.
Die Tischtennis-Herren des SV Medizin Stralsund sind 2012 in die höchste Spielklasse in Mecklenburg-Vorpommern (Verbandsliga) aufgestiegen und schafften in ihrer ersten Saison (2012/2013) den Klassenerhalt. Nach dem Abstieg 2015 wurde zwei Jahre in der Landesliga gespielt, ehe 2017 erneut der Aufstieg in die Verbandsliga gefeiert werden konnte. Seit 2001 wird in der Diesterweg-Halle jährlich der internationale Pomerania-Cup mit Spielern aus den Niederlanden, Dänemark, Schweden, Polen und aus ganz Deutschland ausgespielt.
An der Sundpromenade ist das „Bootshaus“, das Vereinsgelände des Stralsunder Kanu Club (SKC) und des Stralsunder Ruder Club (SRC). Auch Segelveranstaltungen finden in Stralsund regelmäßig statt, darunter diverse Regatten.

## Wirtschaft

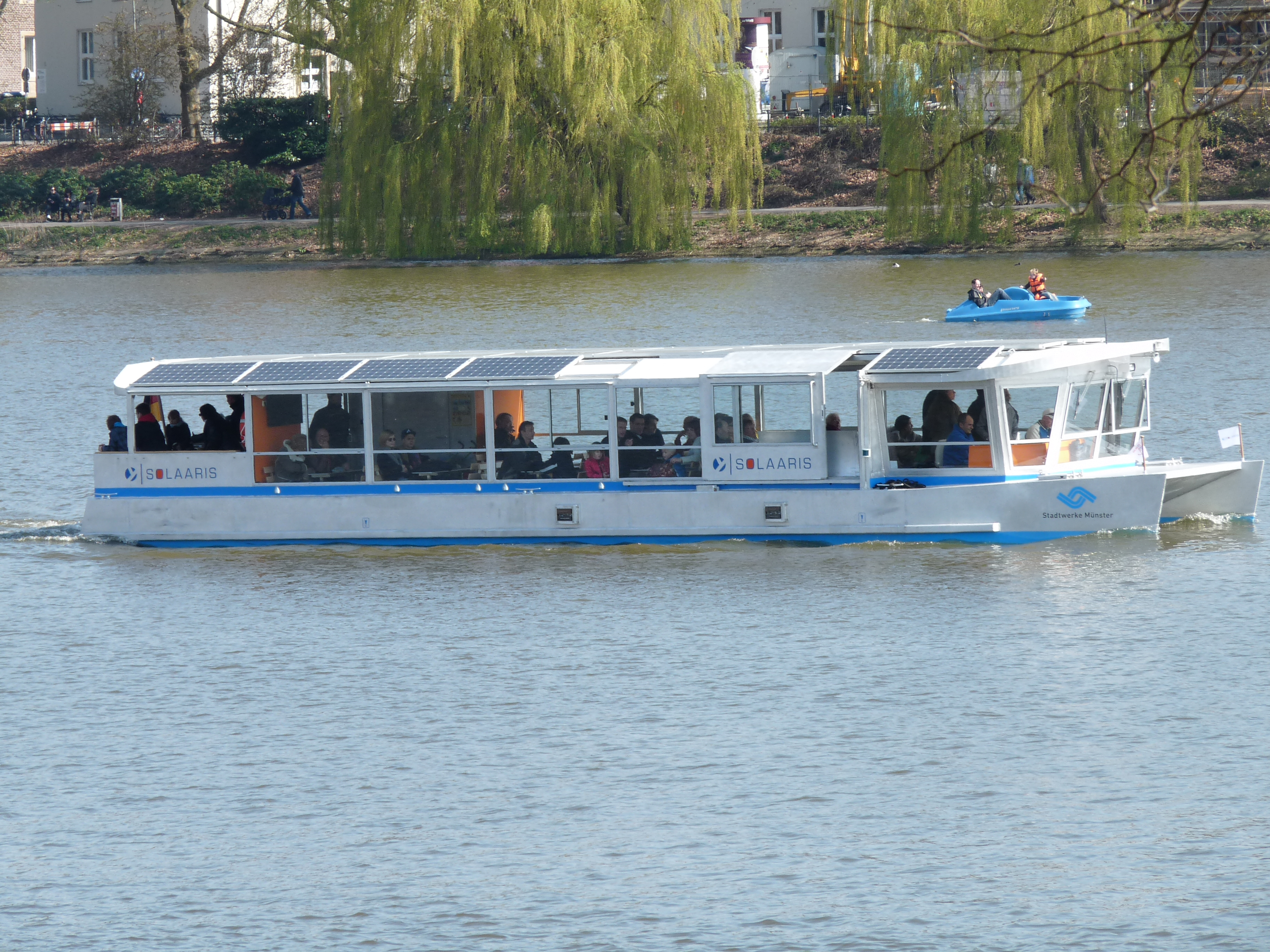
Solarschiff „Solaaris“ der Stralsunder Metallbaufirma Ostseestaal

Stralsund hat durch seine Nähe zur Ostseeinsel Rügen, seine historische Altstadt und vielschichtige Kulturangebote den Tourismus als wichtigen Wirtschaftsfaktor. Dieser bildet die Grundlage unter anderem für zahlreiche Gaststätten und Beherbergungsbetriebe (Hotels, Jugendherbergen, Ferienwohnungen usw.), Museen, ein großes Freizeitbad (HanseDom), Yachtcenter, Fährbetriebe, verschiedene Dienstleistungen und einen starken Einzelhandel. Die Haupteinkaufsstraße Stralsunds ist die Ossenreyerstraße zwischen Neuem und Altem Markt.
Neben dem Tourismus war die Volkswerft seit der Nachkriegszeit ein wichtiger Arbeitgeber und Industriebetrieb in Stralsund. Die Werft produzierte auch nach 1990 weiter Schiffe und gehörte zu verschiedenen Unternehmen; seit 2016 zur Gruppe MV Werften. Im Umfeld haben sich Bootswerften und diverse Metallbauunternehmen wie Ostseestaal angesiedelt. Zudem hat das Reedereiunternehmen Weiße Flotte seinen Sitz in Stralsund.
Auch die Krankenhäuser, Kliniken, Gesundheitseinrichtungen und Lifescience-Betriebe sind relevante überregionale Arbeitgeber. Dazu gehört Helios mit dem Krankenhaus am Sund und dem Krankenhaus West.
Des Weiteren gewinnt die IT-Branche in Stralsund zunehmend an Bedeutung. Zu ihr gehören das Boreus Rechenzentrum und ein Standort der Firma Adesso am Hochschulcampus, auf dem selbst im jährlichen Wechsel jeweils eine IT-Messe für Unternehmen und Fachkräfte abgehalten wird (VITA IT-Messe Vorpommern), bzw. eine allgemeine Absolventenmesse mit einem IT-Bereich (SUPA).
Die Volksbank Vorpommern hat ihren Sitz in Stralsund. In 27 Filialen werden Kunden auf Rügen und in Vorpommern betreut. Die Nordmann Unternehmensgruppe erwarb 1991 die Stralsunder Brauerei und richtete in Stralsund auch ihren Sitz ein. Das öffentliche Versorgungsunternehmen SWS Stadtwerke Stralsund ist ebenfalls ein bedeutender regionaler Arbeitgeber.
DB Regio Nordost als größter Schienenpersonennahverkehrs-Anbieter in Mecklenburg-Vorpommern beschäftigt derzeit zirka 740 Mitarbeiter, davon ca. 100 Mitarbeiter in Stralsund. Auch die DB Fernverkehr AG betreibt in Stralsund eine Einsatzstelle (Zugpersonal, Instandhaltung).

## Verkehr

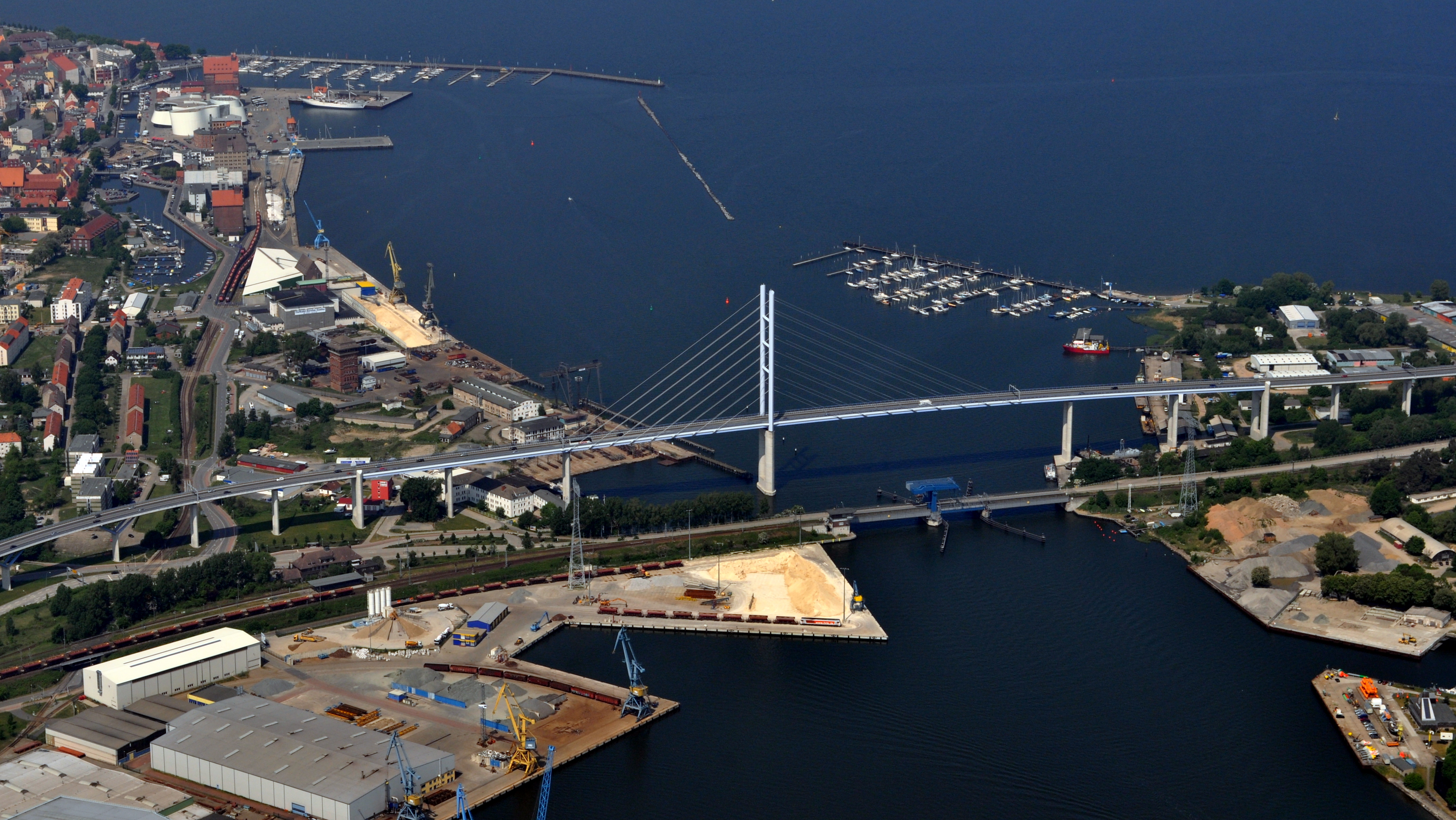
Die Rügenbrücke verbindet das Festland mit Rügen, der größten deutschen Insel

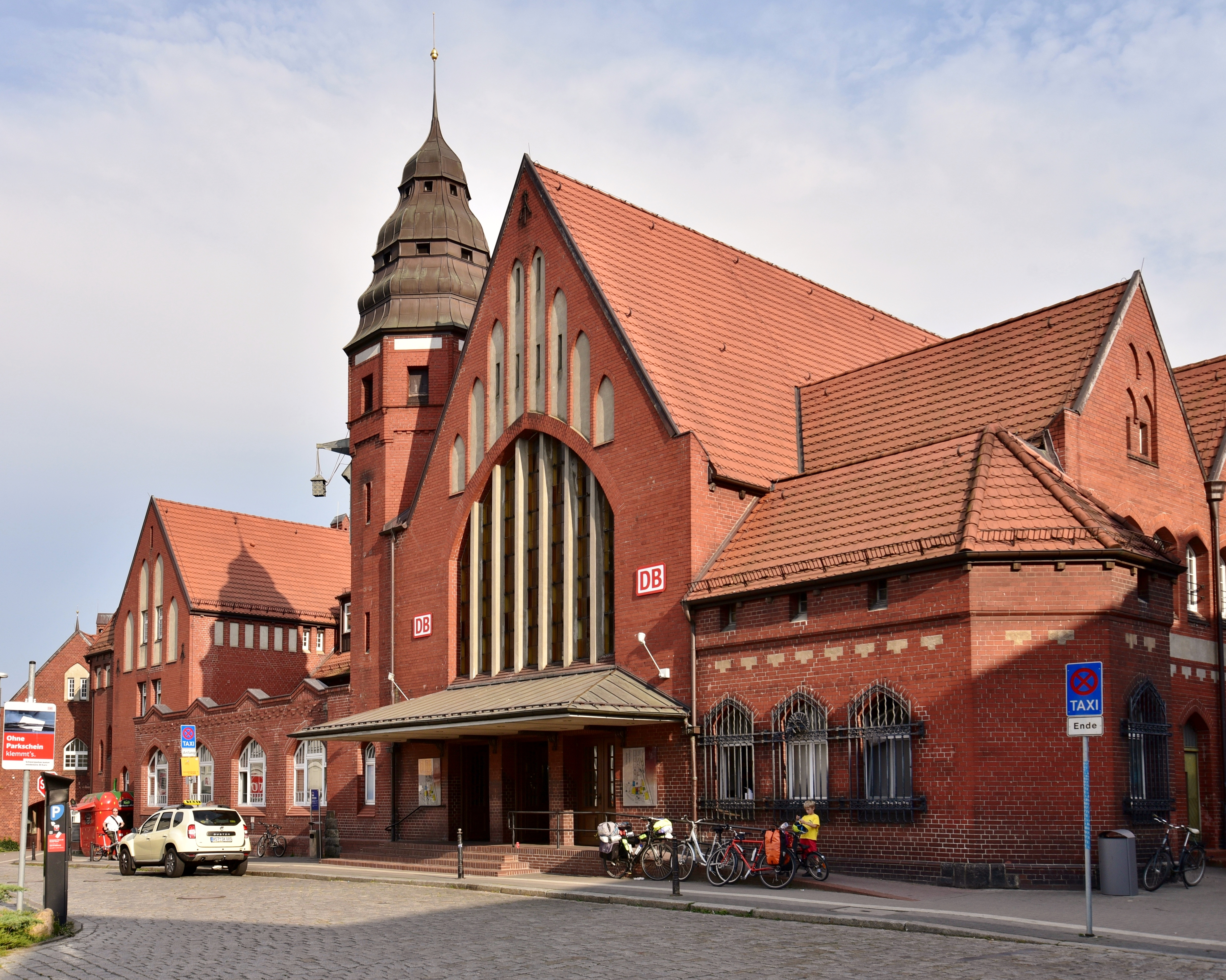
Stralsund Hauptbahnhof

Stralsund ist seit dem Mittelalter für den Verkehr im Ostseeraum bedeutend, wozu insbesondere die Hansische Ostseestraße beitrug.
Das bedeutendste Verkehrsbauwerk Stralsunds ist seit 2007 die als Hochbrücke errichtete neue Rügenbrücke als Teil der Strelasundquerung, die den Autoverkehr über den alten Rügendamm entlastet. Stralsund hat einen Zubringer zur Bundesautobahn 20 und liegt an den Bundesstraßen B 105 aus Richtung Rostock bzw. Greifswald/Neubrandenburg, B 194 aus Richtung Grimmen und B 96 aus Richtung Bergen auf Rügen.
Stationen im Schienenverkehr sind Stralsund Hauptbahnhof, Stralsund Rügendamm an der Strelasundquerung und der Haltepunkt Stralsund-Grünhufe an der Strecke aus Rostock (RE 9 der ODEG). Aus Richtung München, Leipzig, Berlin (über Neubrandenburg oder über Prenzlau, sogenannte Vorpommern-Magistrale) verkehren Intercity-Express (ICE, nur via Prenzlau), Intercity (IC), auch von Karlsruhe, Frankfurt/Main, Hannover und Hamburg (über Schwerin und Rostock). Weiterhin fahren Züge auf der Bahnstrecke Stralsund–Sassnitz Richtung Bergen auf Rügen, Sassnitz und Ostseebad Binz auf der Insel Rügen.
Die nächstgelegenen Flughäfen sind der regionale Flughafen Barth und der internationale Flughafen Rostock-Laage. Der Flugplatz Stralsund liegt direkt nördlich der Stadt; der Flugplatz Rügen befindet sich zentral auf der Insel gleichen Namens.
Bis 1966 existierte in Stralsund eine Straßenbahn. Heute erschließt die Verkehrsgesellschaft Vorpommern-Rügen mit ihrem Stadtbusnetz das Stadtgebiet und die nähere Umgebung täglich im Taktverkehr. Seit 1. September 2021 können in Stralsund lebende Senioren ab 70 Jahren mit dem Seniorenticket 70+ den städtischen Nahverkehr kostenlos benutzen.
Der Radwanderweg entlang der Deutschen Alleenstraße und der internationale Ostseeküsten-Radweg (deutscher Teil: Ostseeküstenroute (D2)) verlaufen an Stralsund entlang.

### Häfen

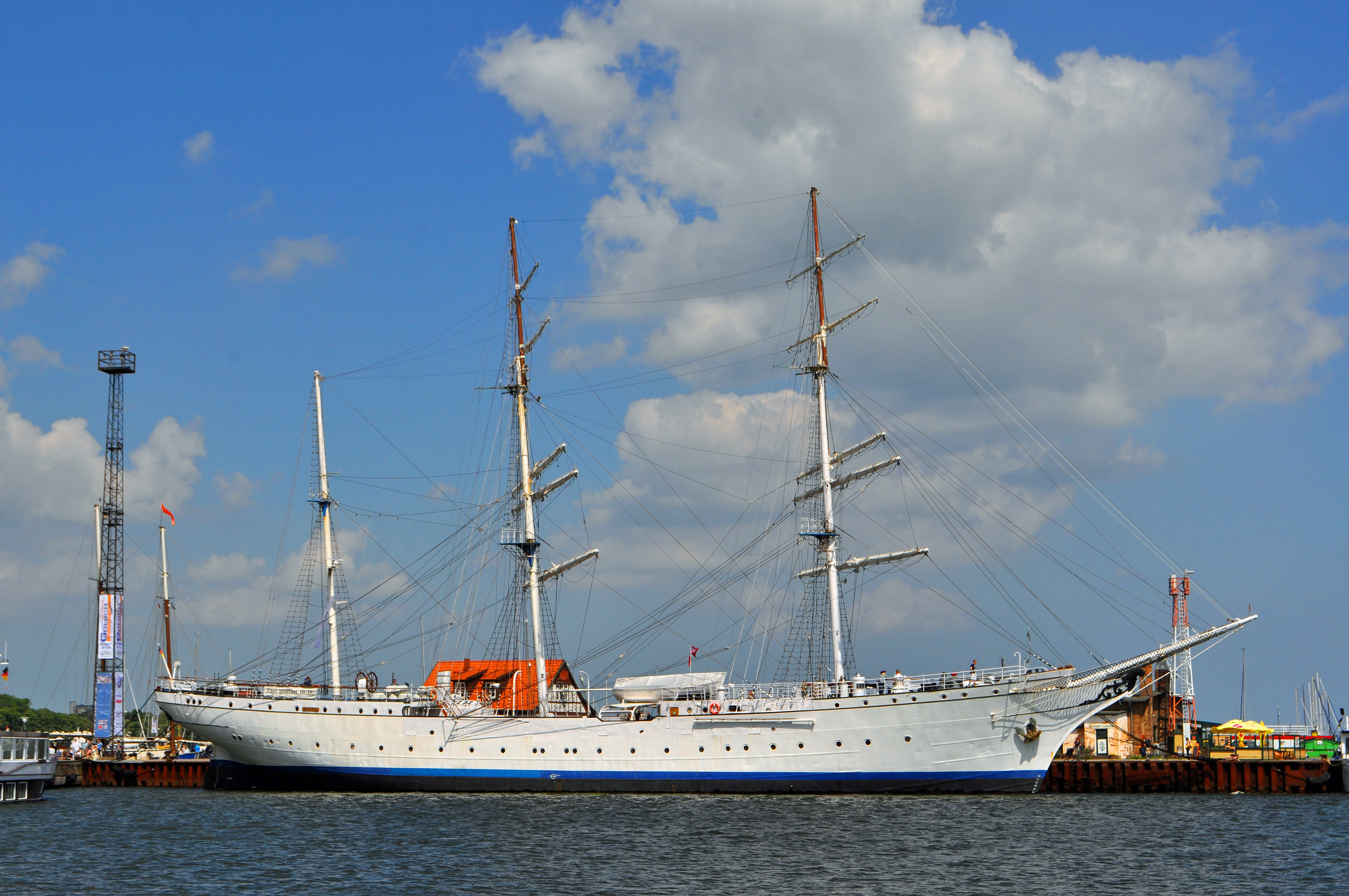
Gorch Fock I

Stralsund hat einen Stadthafen und mehrere Yachthäfen und wird von Yachten, Flusskreuzfahrt- und Seeschiffen angefahren. Für den Seehafen für Frachtschiffe mit den Bereichen Nordhafen, Südhafen und Frankenhafen ist das Tochterunternehmen der SWS Stadtwerke Stralsund SWS Seehafen Stralsund GmbH zuständig. 2020 betrug der Umschlag von Gütern beim Seehafen Stralsund 1,16 Millionen Tonnen. 2019 waren es 1,67 Mio. t, 2018 waren es 2,15 Mio. t Güter (2017: 1,79 Mio. t; 2016: 1,63 Mio. t). 2015 waren es rund 1,9 Mio. t, wobei 96 % davon Schüttgüter (darunter Gips und Düngemittel) waren, der Rest Stückgut.
Die Aufgaben des Lotswesens im Hafen von Stralsund und im vorgelagerten Seegebiet werden von den Seelotsen der in Warnemünde ansässigen Lotsenbrüderschaft Wismar-Rostock-Stralsund wahrgenommen.
Am Stadthafen legen die Fährschiffe zur Insel Hiddensee und nach Altefähr auf Rügen sowie Boote für Hafenrundfahrten an. Der Hafen wird auch von Flusskreuzfahrtschiffen genutzt.
Es gibt mehrere Yachthäfen und Marinas im altstadtnahen Bereich sowie am Dänholm. Entlang der Nordmole machen im Frühjahr und Sommer oft hunderte Boote und Yachten fest. Architektonisch bilden das Lotsenhaus Stralsund und die Hafenspeicher sowie die Silhouette der Altstadt einen ansprechenden Kontrast zur Aussicht auf die Inseln Rügen und Hiddensee. Mit dem heute als Museum genutzten einstigen Segelschulschiff Gorch Fock liegt ein besonderer Traditionssegler im Hafen.

### Rettungsstation der DGzRS

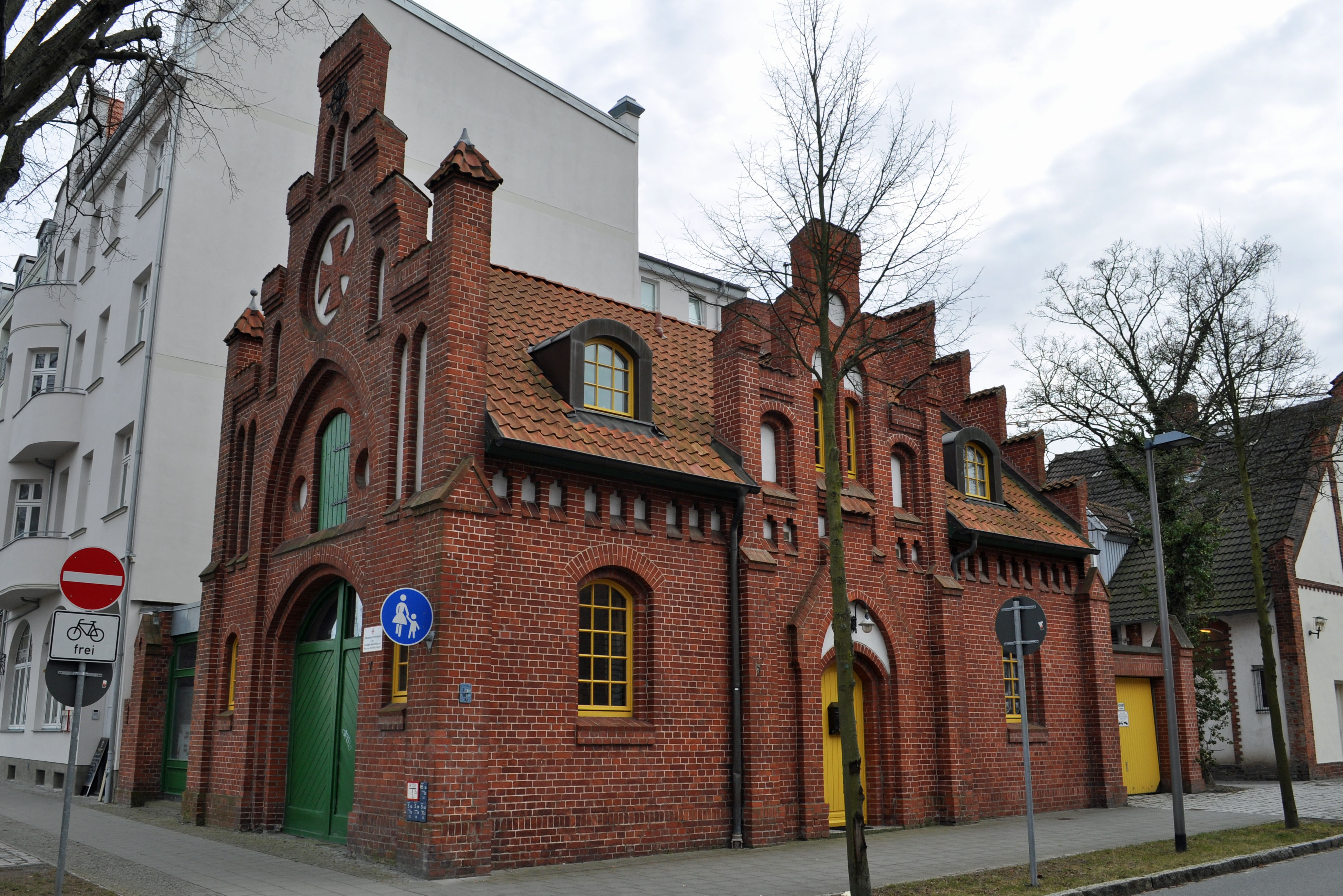
Alter Rettungsschuppen in Stralsund

Seit 1875 hatte die Deutsche Gesellschaft zur Rettung Schiffbrüchiger (DGzRS) eine Rettungsstation zur Seenotrettung am Strelasund. Der alte Rettungsschuppen an der Seestraße dient heute als Wohnhaus. Nach der Aufgabe der Station 1931 hatte die DGzRS diese 1994 wieder in Betrieb genommen und ein Seenotrettungsboot am Lotsenhaus stationiert.

## Medien
Vor dem Zweiten Weltkrieg erschien in Stralsund die Stralsunder Zeitung.
In Stralsund erscheint die Ostsee-Zeitung (OZ) mit einer eigenständigen Lokalausgabe („Stralsunder Zeitung“).
Daneben existieren kostenlose Anzeigenblätter wie Stralsunder Blitz (Blitz-Verlag) und Zeitung am Strelasund.
Der Norddeutsche Rundfunk (NDR), Deutschlandradio, Deutschlandfunk sowie Privatsender wie Antenne MV, Ostseewelle, Radio Paradiso und radio B2 sind per Antenne zu empfangen. Hauptsender für die Region ist der Telekom-Mast bei Garz auf Rügen.
Fernsehen für die Region bieten das dritte Programm des NDR Fernsehen sowie das private Programm Stralsund TV (ehemals Fernsehen am Strelasund oder FAS) eines Kabelbetreibers (Rügen TV)
Filme über Stralsund
- Von Hamburg bis Stralsund – DEFA-Dokumentarfilm von 1950; Regie: Andrew Thorndike[52]
- Stralsundische Nachrichten – DEFA-Dokumentarfilm von 1977; Regie: Hanna Emuth[53]
- Theater – DEFA-Dokumentarfilm von 1988; Regie: Helga Porsch[54]